# Pères fondateurs des États-Unis
Pour les premiers colons britanniques installés aux États-Unis, voir Pères pèlerins.

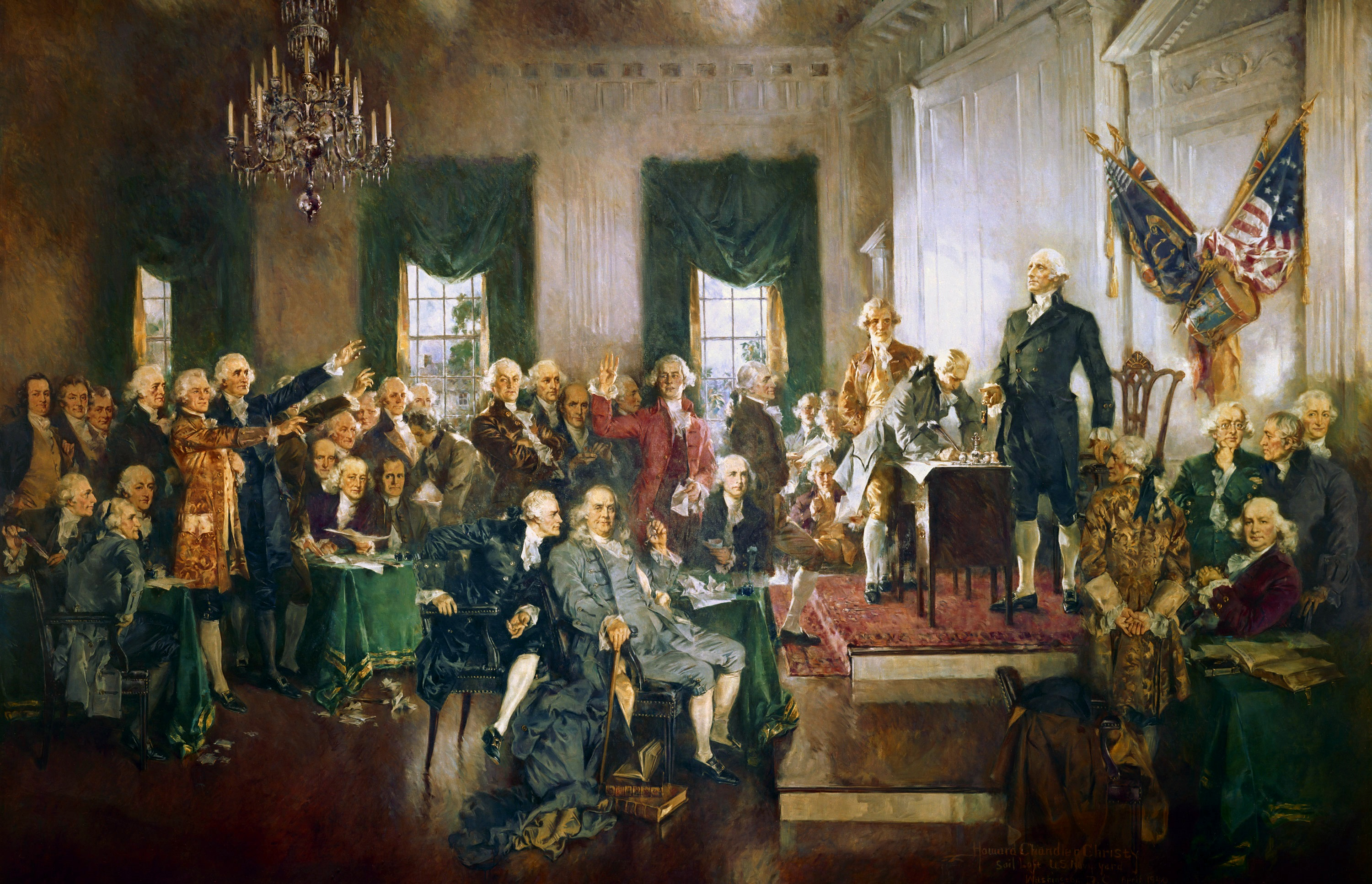
Les pères fondateurs réunis pour la signature de la Constitution des États-Unis.

Les Pères fondateurs des États-Unis (en anglais : the Founding Fathers) est une expression qui a plusieurs sens et désigne plusieurs groupes plus ou moins larges ou restreints. Par Pères fondateurs, au sens large, on entend l'ensemble des personnalités politiques, militaires, civiles qui ont dirigé la guerre d'Indépendance jusqu'à la victoire des Américains, aidés par les Français en 1781 à Yorktown et à l'indépendance reconnue par le Royaume-Uni en 1783 au traité de Paris, appelé également « paix de Paris ». Parfois, cette expression ne couvre que les délégués au deuxième congrès continental ou groupe dit des « signataires », qui en juillet 1776 à la Pennsylvania State House de Philadelphie (connue en 2020, sous le nom de Independence Hall) ont déclaré l'indépendance américaine et adopté la déclaration d'indépendance modifiée de Thomas Jefferson. Plus souvent, cette expression désigne les délégués à la Convention fédérale, qui se sont réunis de mai à septembre 1787 et ont rédigé et signé le projet de Constitution des États-Unis. Au sens le plus restreint, selon l'historien Richard B. Morris, elle désigne un groupe comprenant les sept Pères fondateurs clés, à savoir : Benjamin Franklin (1706–1790), George Washington (1732–1799), John Adams (1735 –1826), Thomas Jefferson (1743–1826), John Jay (1745–1829), James Madison (1751–1836) et Alexander Hamilton (1755–1804),,, .

## Histoire

### Introduction
L'expression Pères fondateurs est plurivoque et son sens varie selon qui l'utilise et dans quel contexte. Dans une première acception, certains l'ont utilisée pour identifier non seulement le cadre habituel d'une élite de juristes, de philosophes, de clercs, d’écrivains appartenant à la bourgeoisie mais aussi l'ensemble des gens ordinaires blancs, afro-américains, amérindiens qui ont combattu dans les rangs des Patriots lors de la guerre d'Indépendance et ont contribué à la naissance de la nouvelle république et du gouvernement des États-Unis. Des essayistes comme Mary Beth Norton, Cokie Roberts, Linda Grant DePauw (en) ont rappelé aux Américains le rôle des femmes, comme Abigail Adams, Mercy Otis Warren, Deborah Sampson, dans l'histoire du pays en induisant le terme de Mères fondatrices,,,,,,.
Au-delà les emplois différents, la signification fondamentale de Pères fondateurs reste constante, elle désigne ceux et celles qui, d'une manière ou d'une autre, ont contribué à fonder les États-Unis en tant que nation. C'est ainsi que l'expression intègre tous ceux qui ont siégé au Congrès qui a déclaré l'indépendance américaine, cela inclut même le délégué de la Pennsylvanie John Dickinson qui s'est opposé à l'indépendance et a refusé de signer la Déclaration mais s'est battu pour la cause américaine pendant la guerre d'indépendance. Il englobe également d'autres personnalités qui ont combattu pour la cause des indépendantistes ou ont joué des rôles importants en tant que journalistes, juristes, signataires ou opposants à la Constitution des États-Unis,.

### Origines de l'expression
L'expression est relativement tardive puisqu'elle apparaît la première fois par Warren G. Harding lors de son discours d'ouverture à la Convention nationale des Républicains de 1916 et reprise le 22 février 1918 alors qu'il était sénateur républicain de l'Ohio pour célébrer l'anniversaire de George Washington, où il dit : « Debout en cette présence, conscient de la solennité de cette occasion, ressentant les émotions que personne ne peut connaître tant qu'il n'a pas senti le grand poids de la responsabilité pour lui-même, je dois affirmer ma foi en l'inspiration divine des Pères fondateurs. Il doit certainement y avoir eu l'intention de Dieu dans la création de cette république du nouveau monde. », expression qu'il avait déjà utilisée de façon moins précise lors d'un discours à la Convention nationale des Républicains de 1912 où il avait dit : « Les droits de l'homme et leur défense sont aussi vieux que la civilisation, mais, plus important pour nous, les Pères américains fondateurs ont écrit l’alliance de la loi du peuple à la vie nationale. »,.
La citation de Warren G. Harding avait été quelque peu oubliée et c'est le journaliste du New York Times William Safire qui, après des recherches auprès de la Bibliothèque du Congrès, identifie toutefois Warren G. Harding comme étant le créateur historique de l'expression dans son roman historique Scandalmonger,,.

## Qui sont les Pères fondateurs?
Selon les historiens, la notion de Père fondateur des États-Unis varie et il n'y a pas de consensus en la matière. Autant les noms de George Washington, James Madison, John Adams et de Alexander Hamilton sont unanimement admis, autant pour les autres le débat est ouvert. Si on prend comme Pères fondateurs la liste des cinquante-cinq délégués qui ont participé à la convention de Philadelphie, il faudrait écarter Thomas Jefferson qui n'y était pas et pourtant a joué un rôle essentiel pour la fondation des États-Unis par sa rédaction de la Déclaration d'Indépendance et donc doit être inclus dans la liste des Pères fondateurs,.
Si on prend les signataires de la Constitution des États-Unis,la liste comprend alors douze noms : John Adams, John Dickinson, William Findley, Benjamin Franklin, Alexander Hamilton, John Jay, Thomas Jefferson, Richard Henry Lee, James Madison, Thomas Paine, George Washington et James Wilson. Cette liste écarte l'ensemble des autres personnes qui ont œuvré à la guerre d'Indépendance et à sa victoire, que ce soit par leurs actions militaires ou leurs actions politiques ou tout simplement de logistique en assurant le ravitaillement en nourriture, soins médicaux, munitions, armes ayant permis la victoire de la Continental Army.

## Les différents Pères fondateurs
Les cinquante-cinq délégués qui forment la Convention constitutionnelle américaine du 25 mai au 17 septembre 1787 sont pour la plupart des hommes instruits et des notables dans leur localité ou leur colonie.
Au moins vingt-neuf d'entre eux servent dans la première armée des futurs États-Unis, la Continental Army, souvent à des postes de commandement. Quarante-et-un sont membres du Congrès continental et pratiquement tous occupent des charges politiques au niveau de leur colonie ou de leur État.
- John Dickinson, Benjamin Franklin, John Langdon et John Rutledge sont gouverneurs.
- Thomas Mifflin et Nathaniel Gorham sont présidents du Congrès continental.
- Seize d'entre eux ne participent pas au Congrès continental. Ce sont : Richard Bassett, John Blair, David Brearley, Jacob Broom, William Richardson Davie, Jonathan Dayton, Alexander Martin, Alexander Hamilton, Luther Martin, George Mason, James McClurg, William Paterson, Charles Pinckney, Caleb Strong, George Washington et Robert Yates (en).
- Huit hommes signent la Déclaration d'indépendance en 1776 : George Clymer, Benjamin Franklin, Elbridge Gerry, Robert Morris, George Read, Roger Sherman, James Wilson et George Wythe.
- Un autre groupe, composé de six hommes, signe les Articles de la Confédération (Daniel Carroll, John Dickinson, Elbridge Gerry, Gouverneur Morris, Robert Morris et Roger Sherman).
- Robert Morris et Roger Sherman sont les deux seuls à signer les trois documents constitutifs de la République américaine.

Trente-cinq sur cinquante-cinq sont avocats ou étudient le droit et certains sont juges. Au moins douze sont des marchands : William Blount, Jacob Broom, George Clymer, Jonathan Dayton, Thomas Fitzsimons, Nicholas Gilman, Nathaniel Gorham, John Langdon, Robert Morris, William Pierce (en), Roger Sherman et James Wilson.
Douze possèdent ou administrent des plantations avec des esclaves ou de grandes exploitations : Richard Bassett, John Blair, William Blount, Pierce Butler, Daniel Carroll, Daniel of St. Thomas Jenifer, George Mason, Charles Pinckney, Charles Cotesworth Pinckney, John Rutledge, Richard Dobbs Spaight et George Washington. Benjamin Franklin et Hugh Williamson sont des scientifiques, parallèlement à leurs fonctions politiques ou administratives. James McClurg, James McHenry et Hugh Williamson sont médecins. George Washington et Robert Morris appartiennent à l'aristocratie la plus aisée. Daniel Carroll, William Houston, Daniel of St. Thomas Jenifer et Thomas Mifflin sont également prospères. William Few, Benjamin Franklin, Nathaniel Gorham, Alexander Hamilton et Roger Sherman sont issus de milieux modestes et connaissent une importante ascension sociale.
La majorité des délégués sont nés dans l'une des treize colonies. Parmi les huit nés ailleurs, Pierce Butler, Thomas Fitzsimons, James McHenry et William Paterson sont nés en Irlande, William Richardson Davie et Robert Morris en Angleterre, James Wilson en Écosse et Alexander Hamilton dans les Antilles. Les Pères fondateurs étaient tous instruits : certains furent autodidactes comme Benjamin Franklin. Environ la moitié ont fréquenté un établissement secondaire présent déjà dans les treize colonies britanniques ou dans un établissement au Royaume-Uni.
Vingt-huit des Pères fondateurs étaient épiscopaliens, vingt-et-un étaient protestants et deux étaient catholiques romains. D'autres se déclaraient déistes (Benjamin Franklin, Thomas Jefferson, Thomas Paine et Ethan Allen). John Blair, Benjamin Franklin, James Mchenry, George Washington, Abraham Baldwin, Gunning Bedford, Jr., William Blount, David Brearley, Daniel Carroll, Jonathan Dayton, Rufus King, John Langdon, George Read, Roger Sherman, James Madison, Robert Morris, William Paterson et Charles Pinckney étaient francs-maçons,.

## Portraits des Pères fondateurs

### Les56 signatairesde la Déclaration d'indépendance

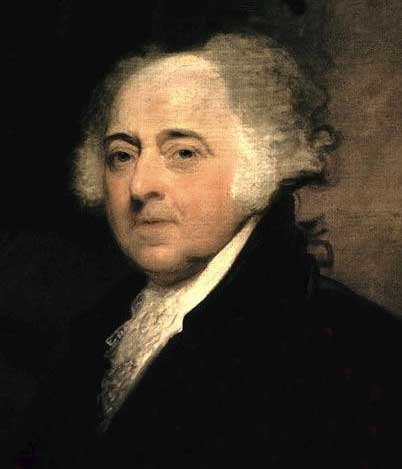
John Adams
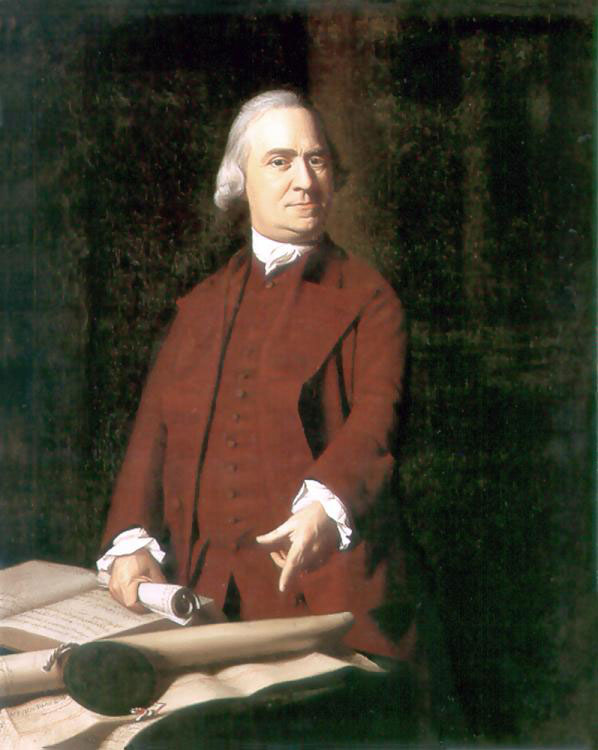
Samuel Adams
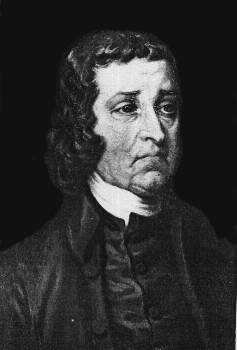
Josiah Bartlett
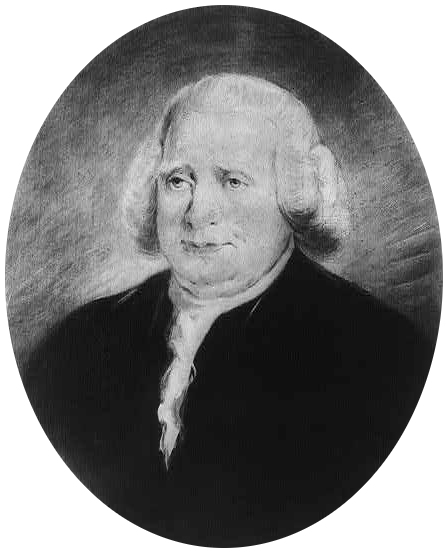
Carter Braxton
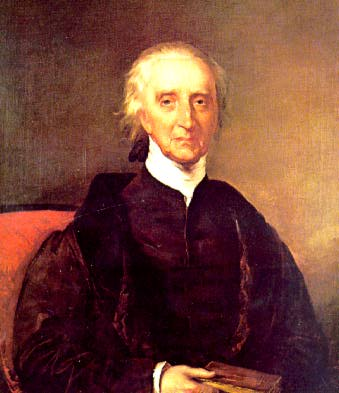
Charles Carroll
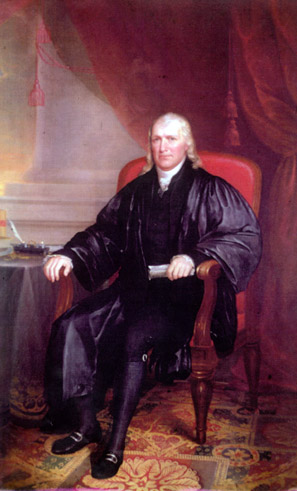
Samuel Chase
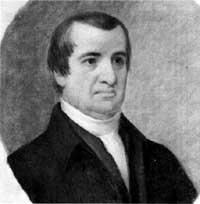
Abraham Clark
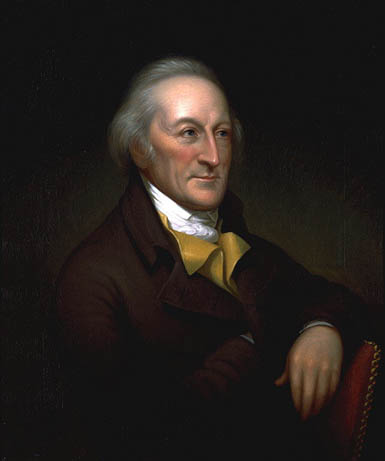
George Clymer
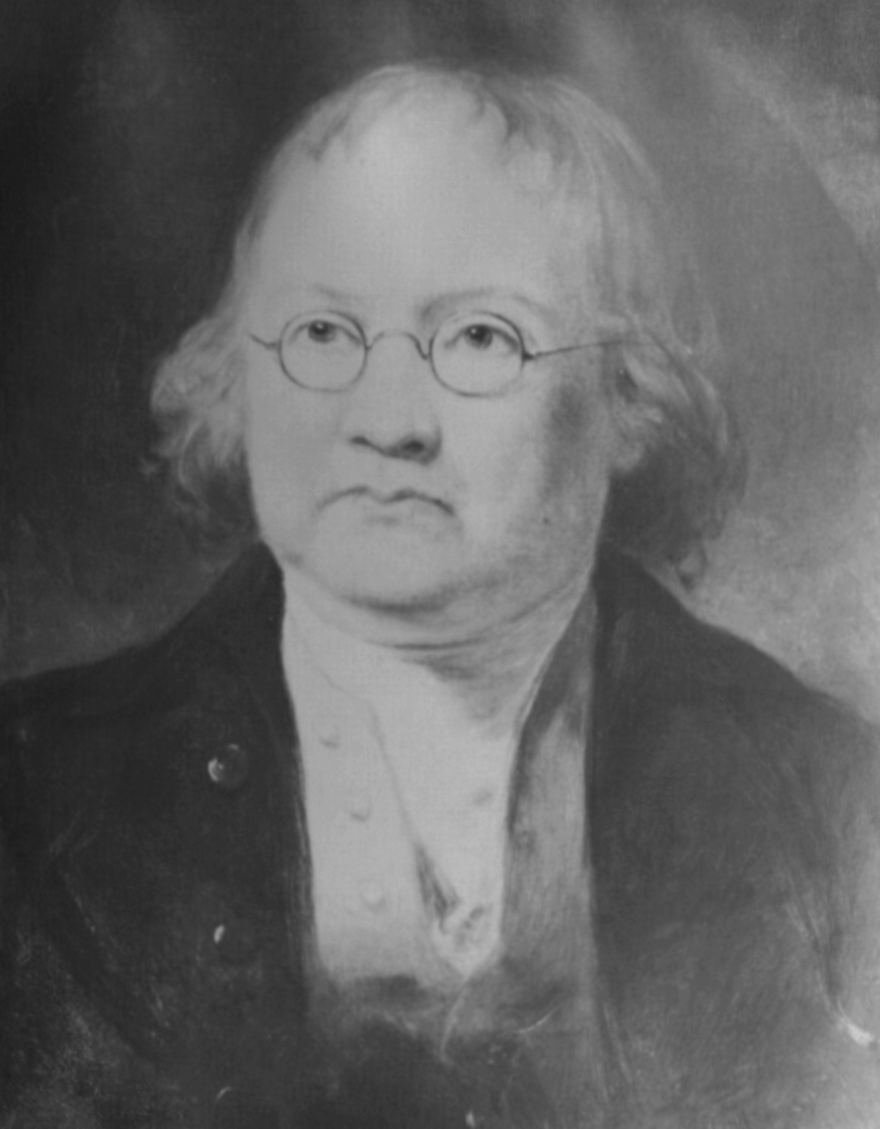
William Ellery
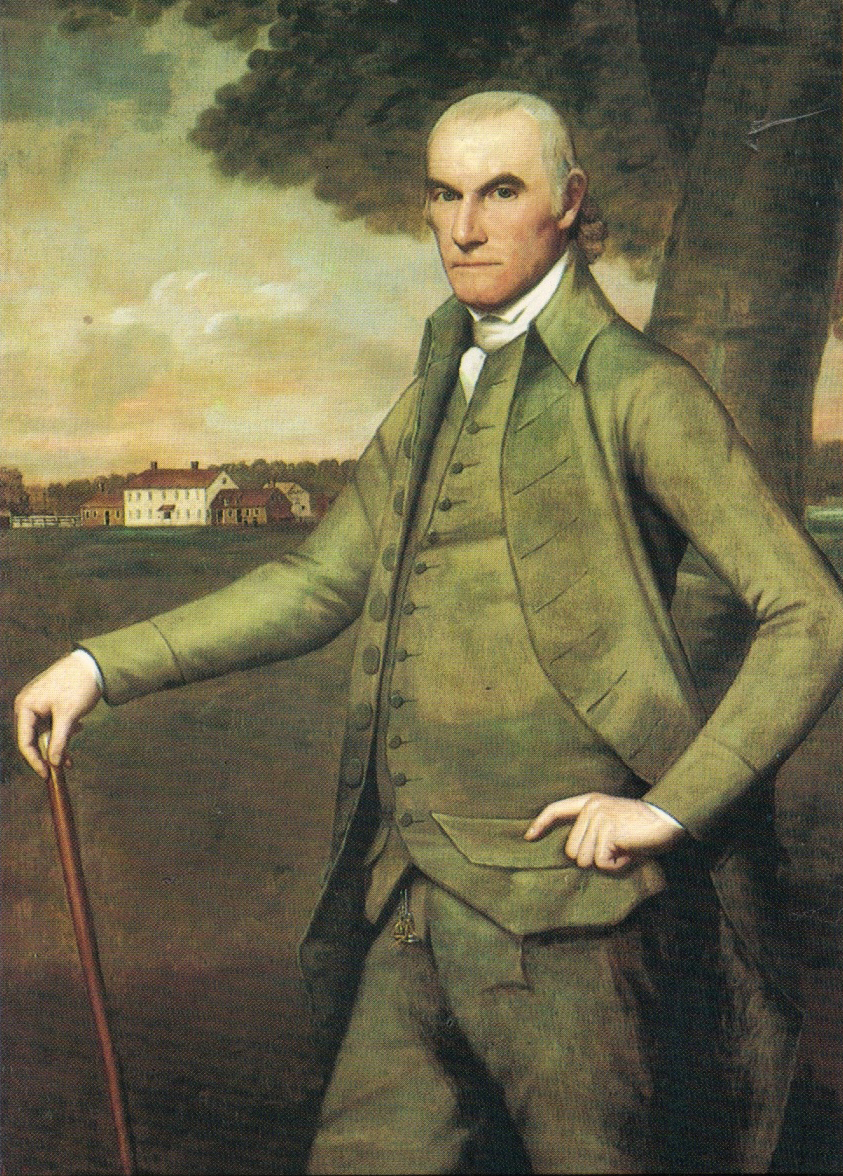
William Floyd
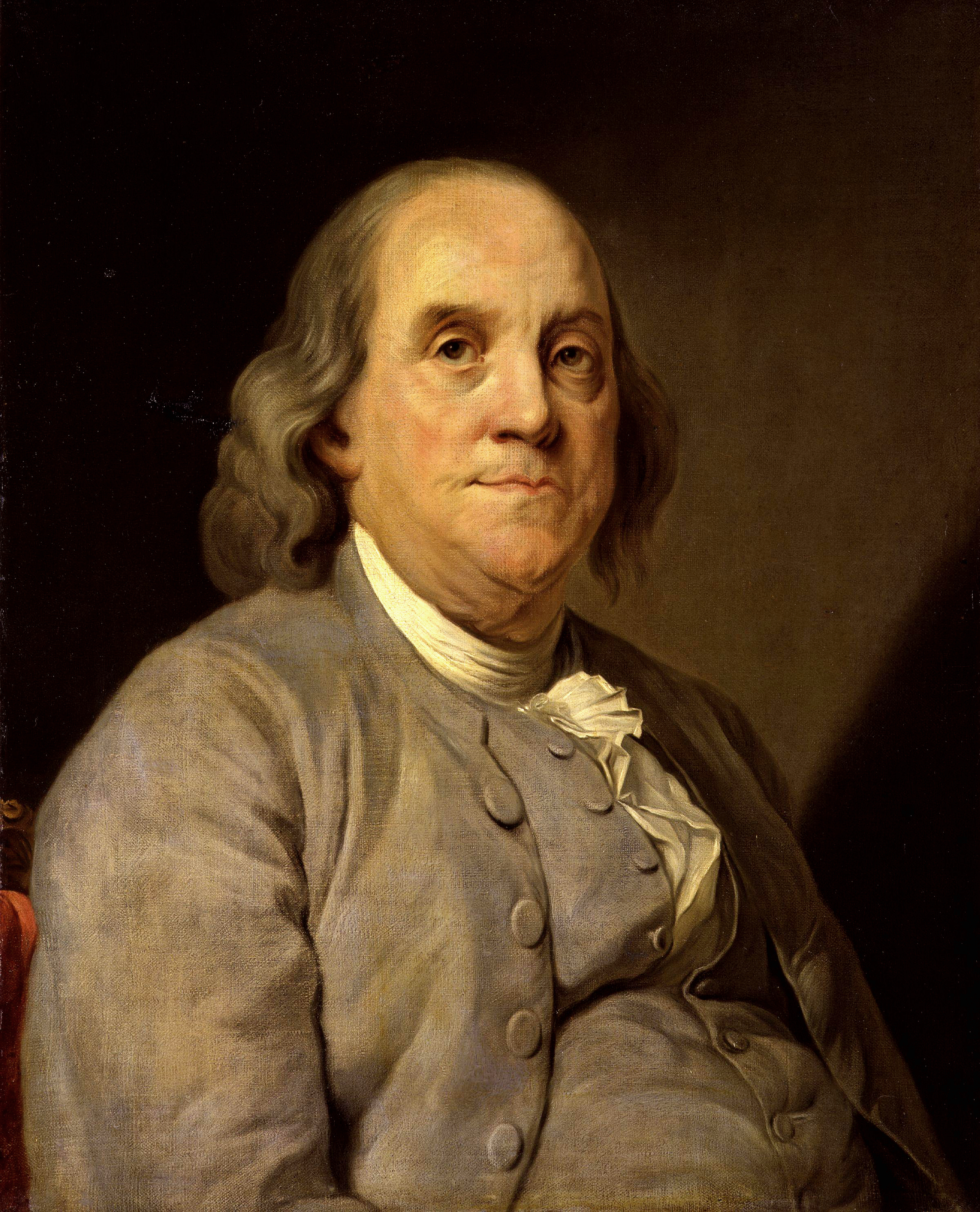
Benjamin Franklin
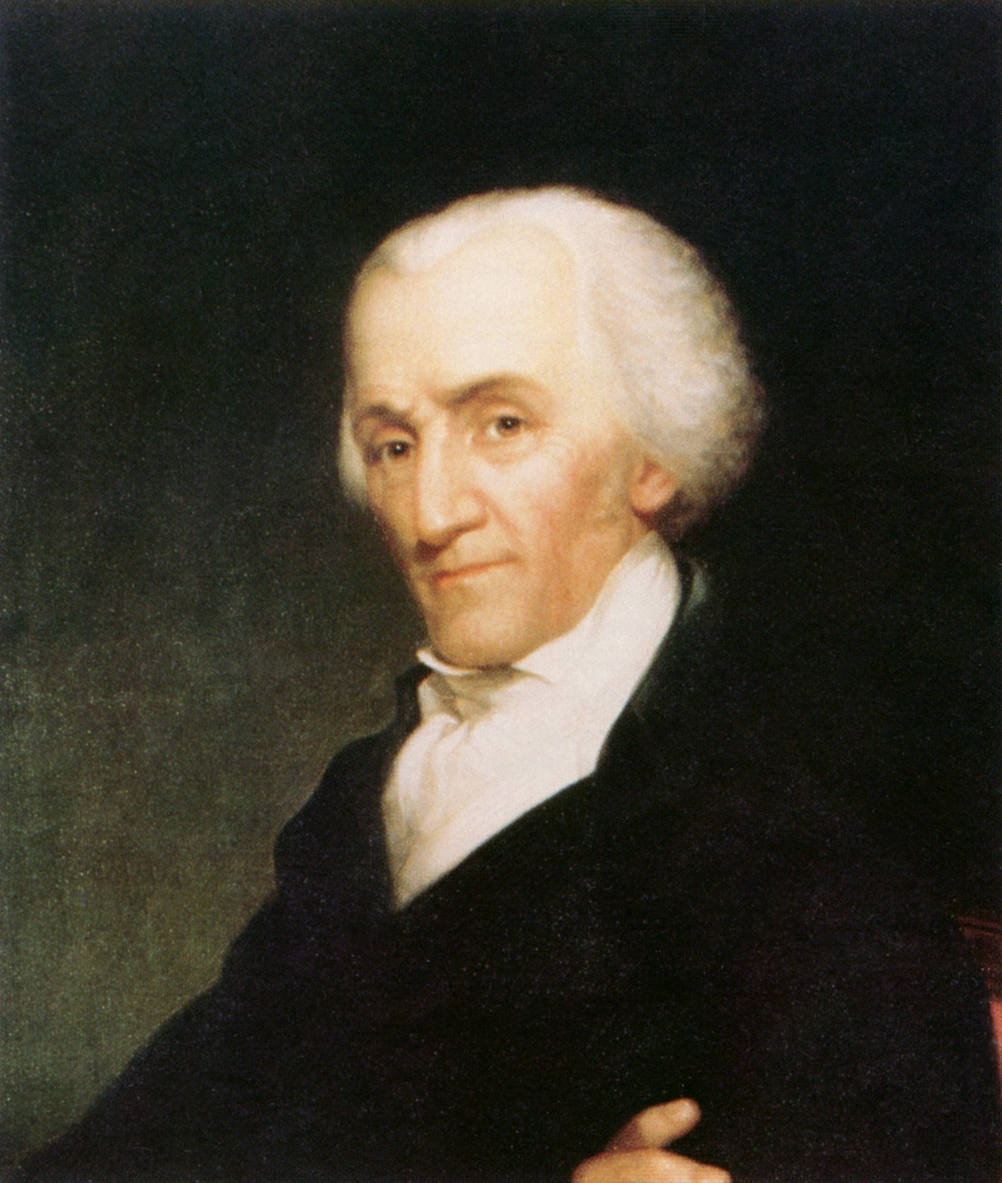
Elbridge Gerry
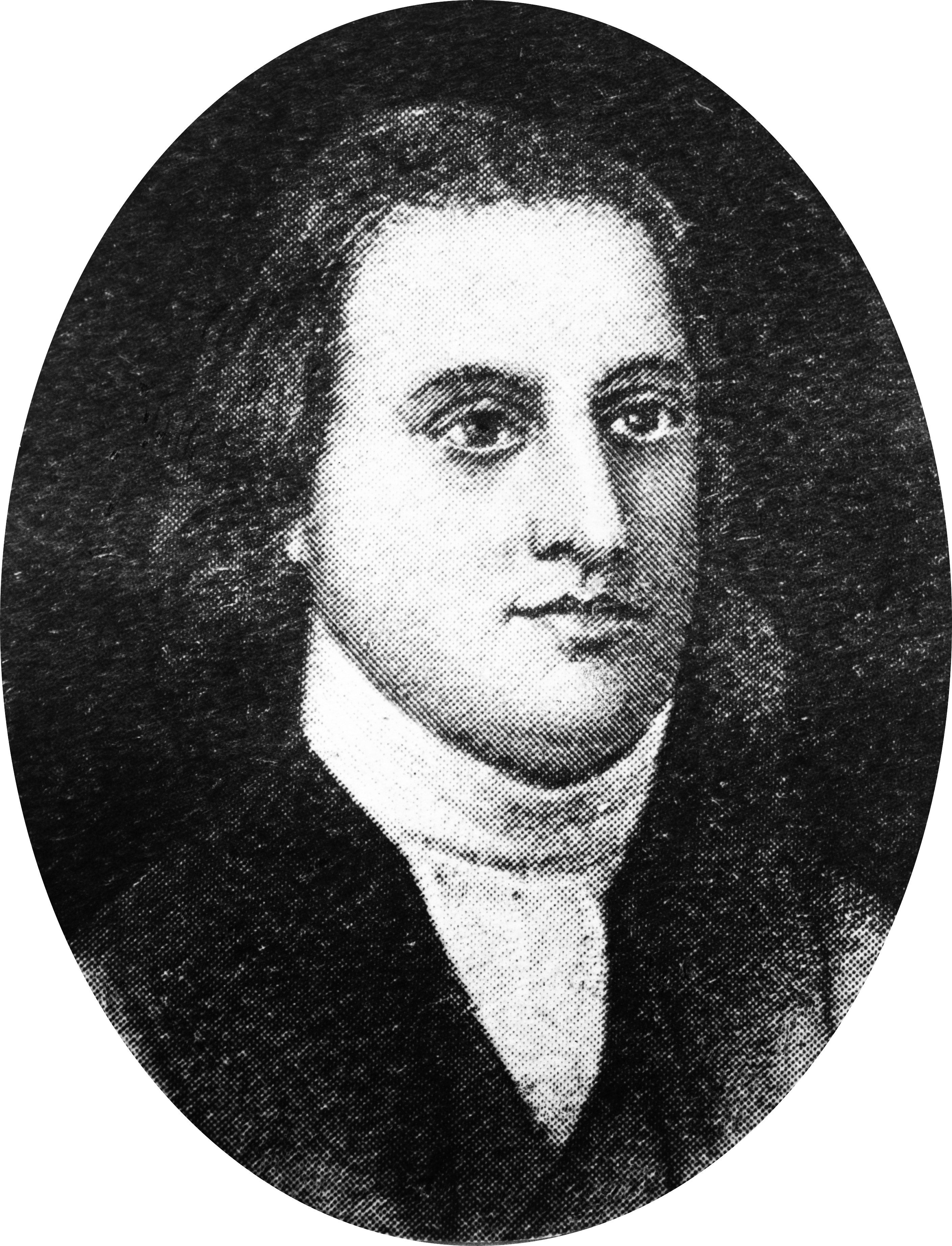
Button Gwinnett
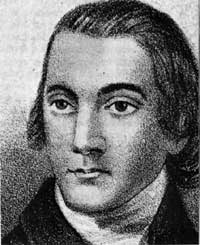
Lyman Hall
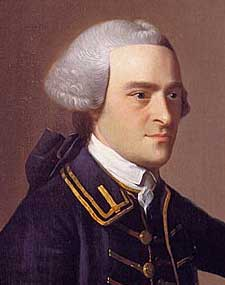
John Hancock
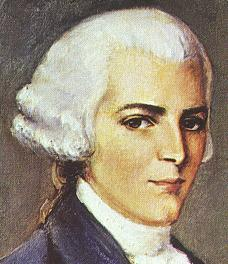
Benjamin Harrison
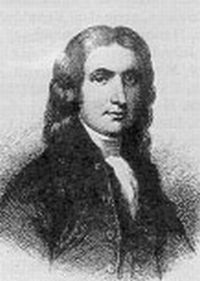
John Hart
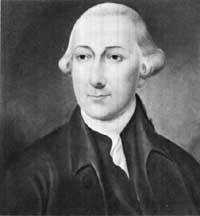
Joseph Hewes
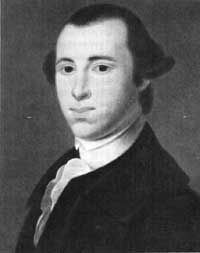
Thomas Heyward Junior
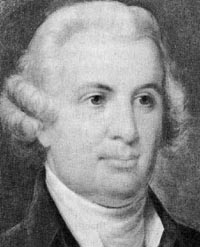
William Hooper
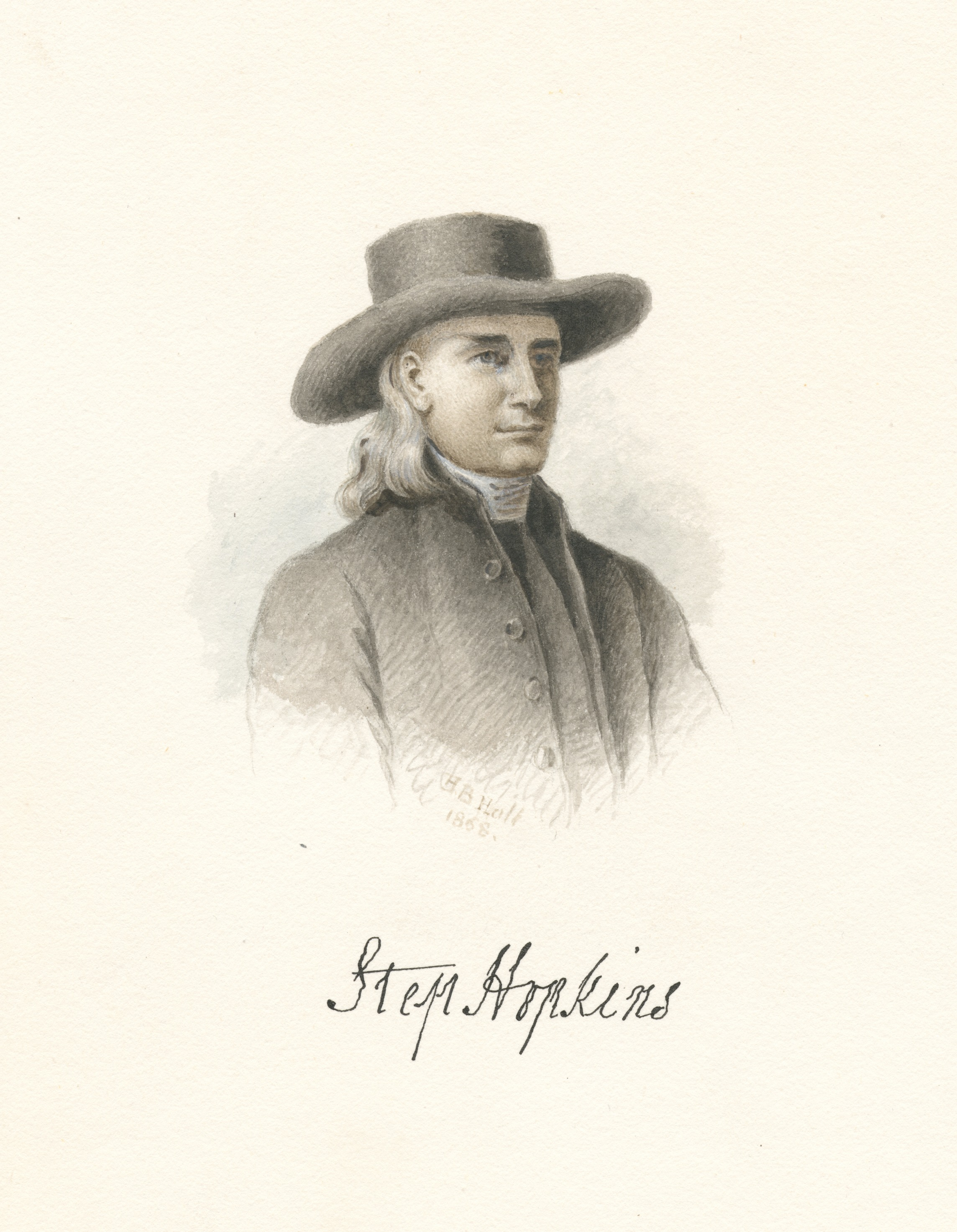
Stephen Hopkins
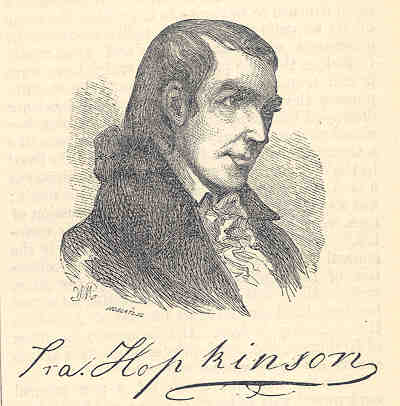
Francis Hopkinson
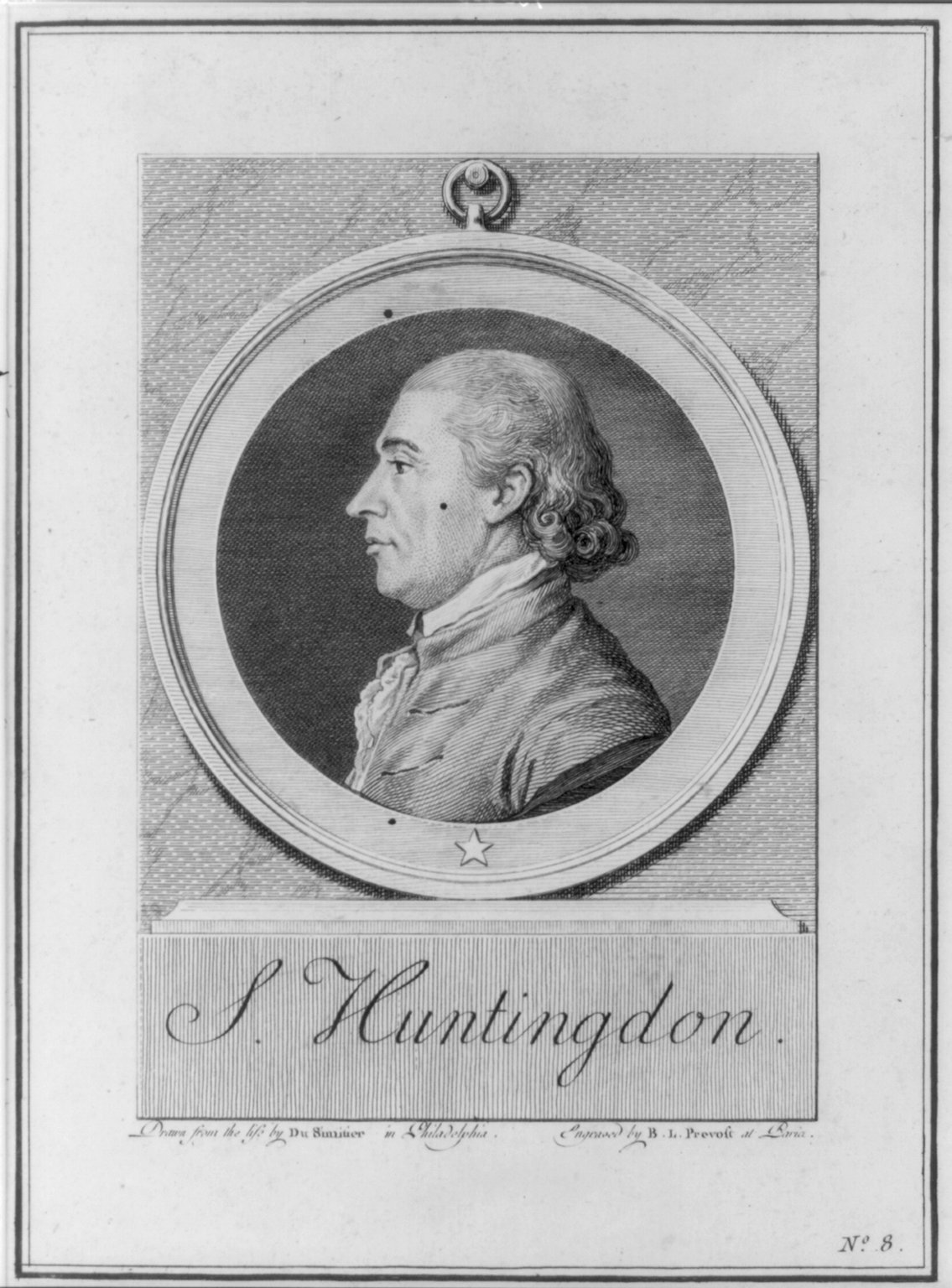
Samuel Huntington
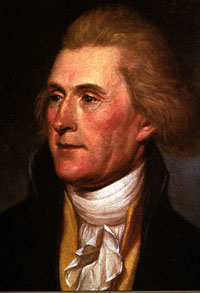
Thomas Jefferson
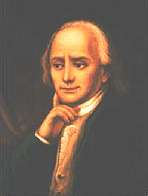
Francis Lightfoot Lee
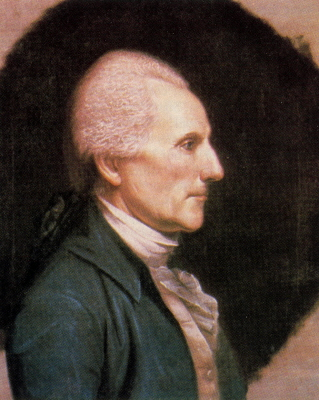
Richard Henry Lee
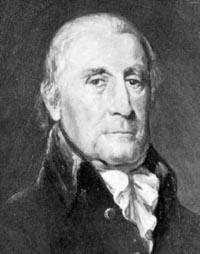
Francis Lewis
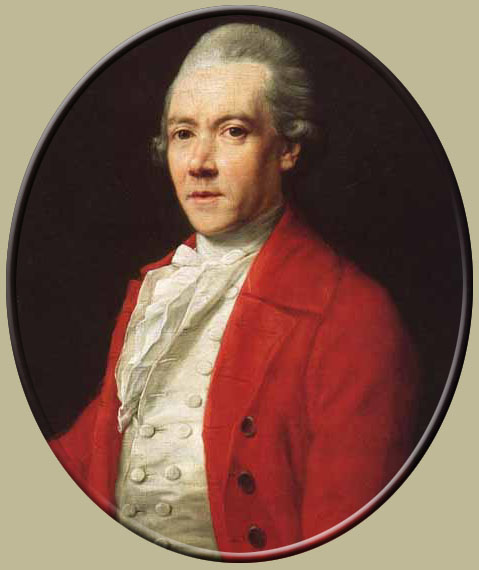
Philip Livingston
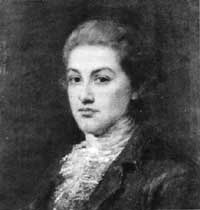
Thomas Lynch Junior
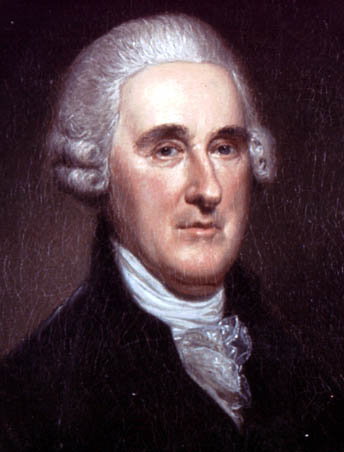
Thomas McKean
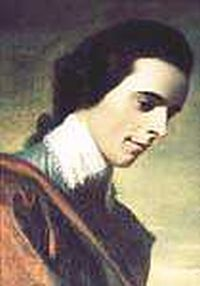
Arthur Middleton
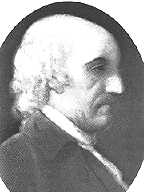
Lewis Morris
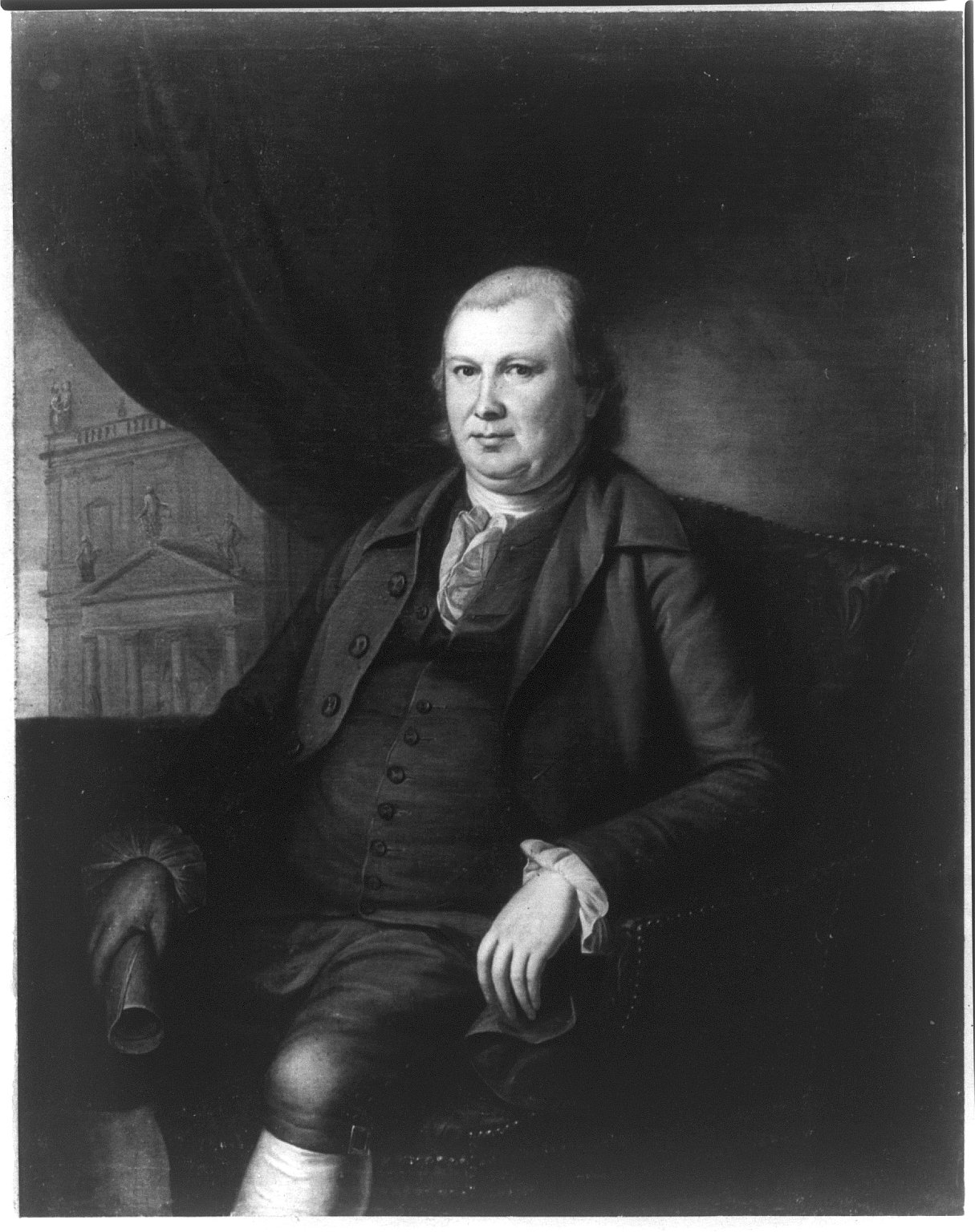
Robert Morris
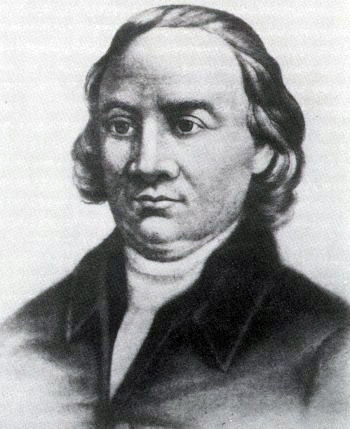
John Morton
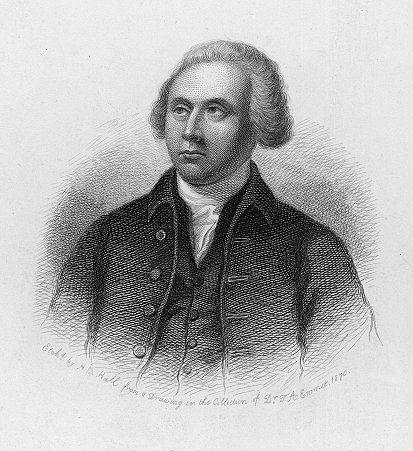
Thomas Nelson Junior
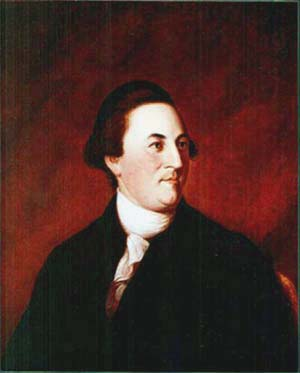
William Paca
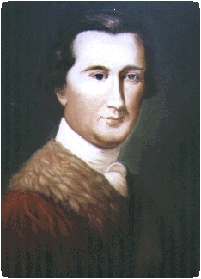
John Penn
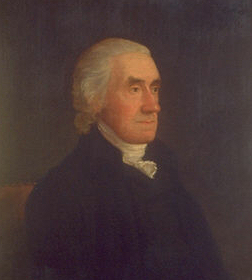
Robert Treat Paine
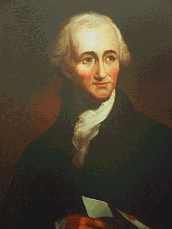
George Read
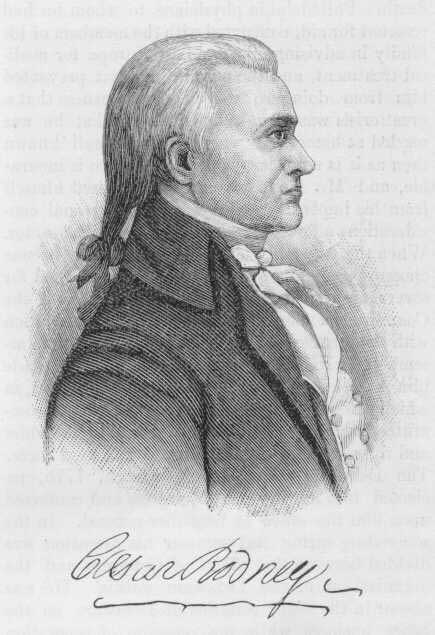
Caesar Rodney
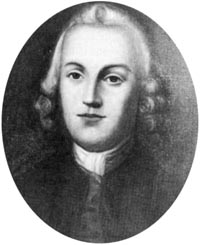
George Ross
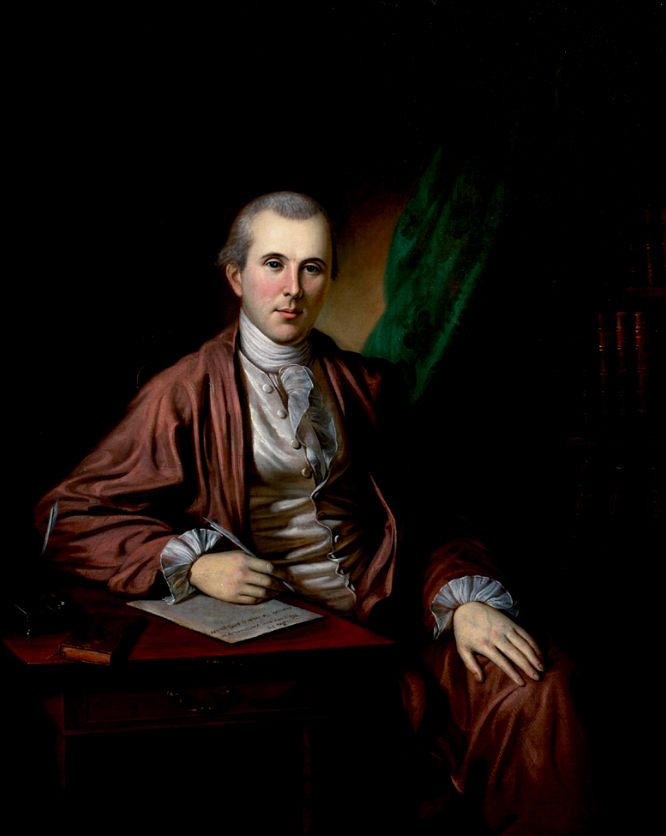
Benjamin Rush
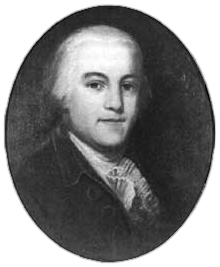
Edward Rutledge
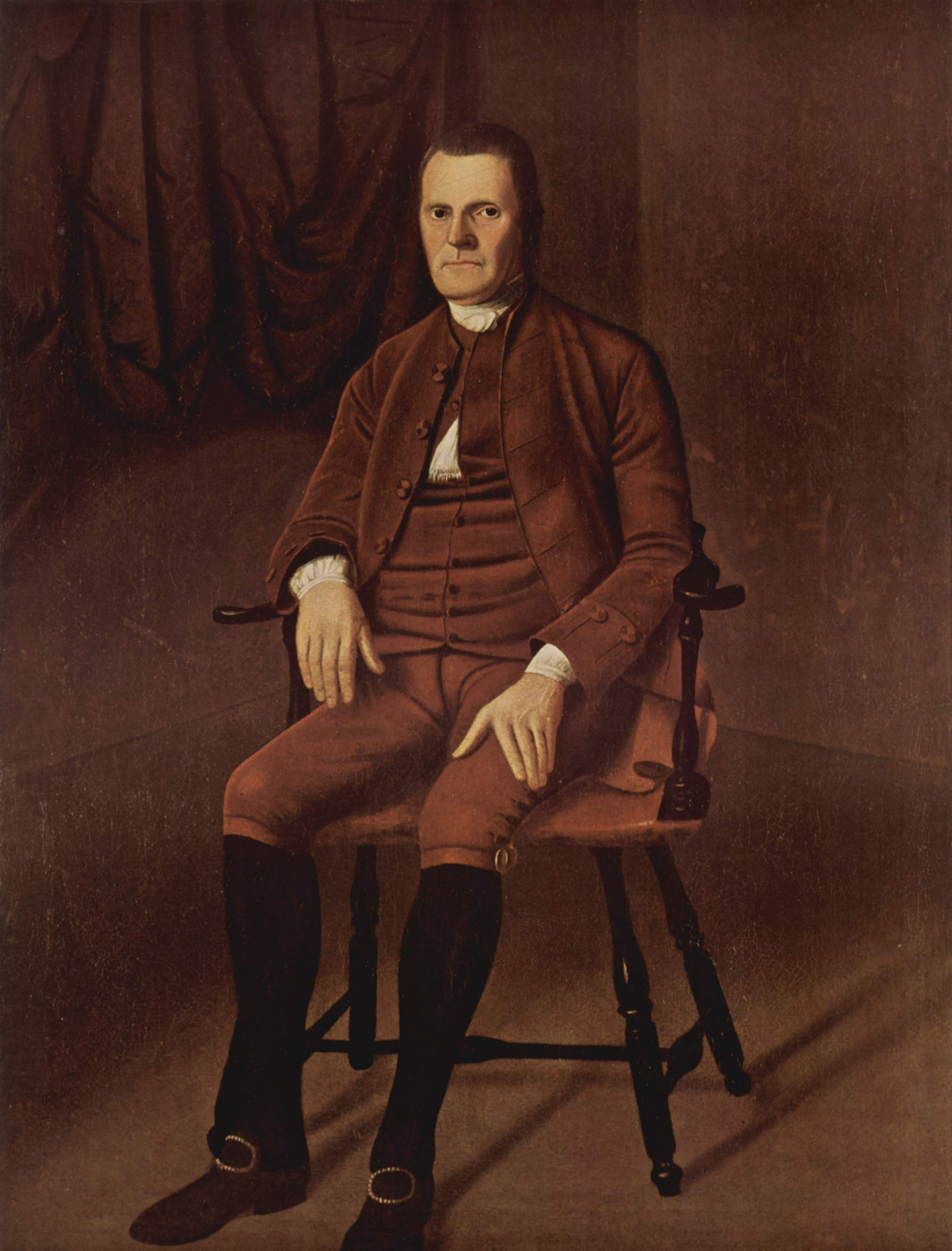
Roger Sherman
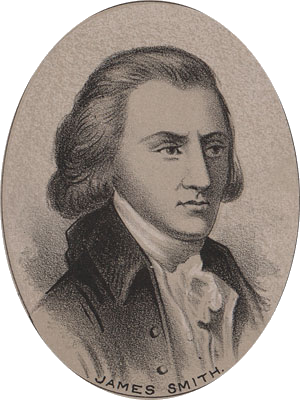
James Smith
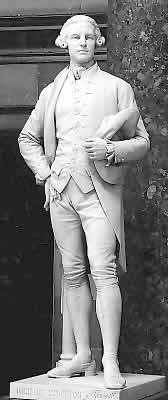
Richard Stockton
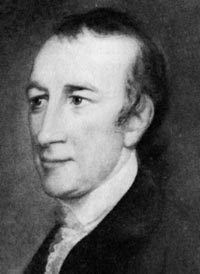
Thomas Stone
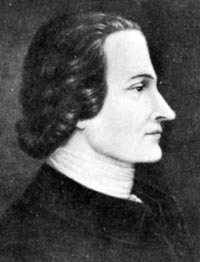
George Taylor
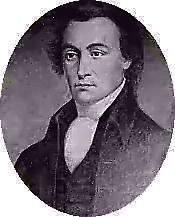
Matthew Thornton
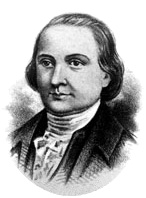
George Walton
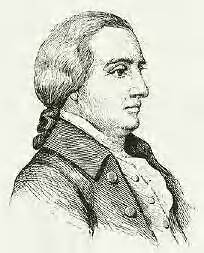
William Whipple
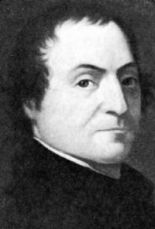
William Williams
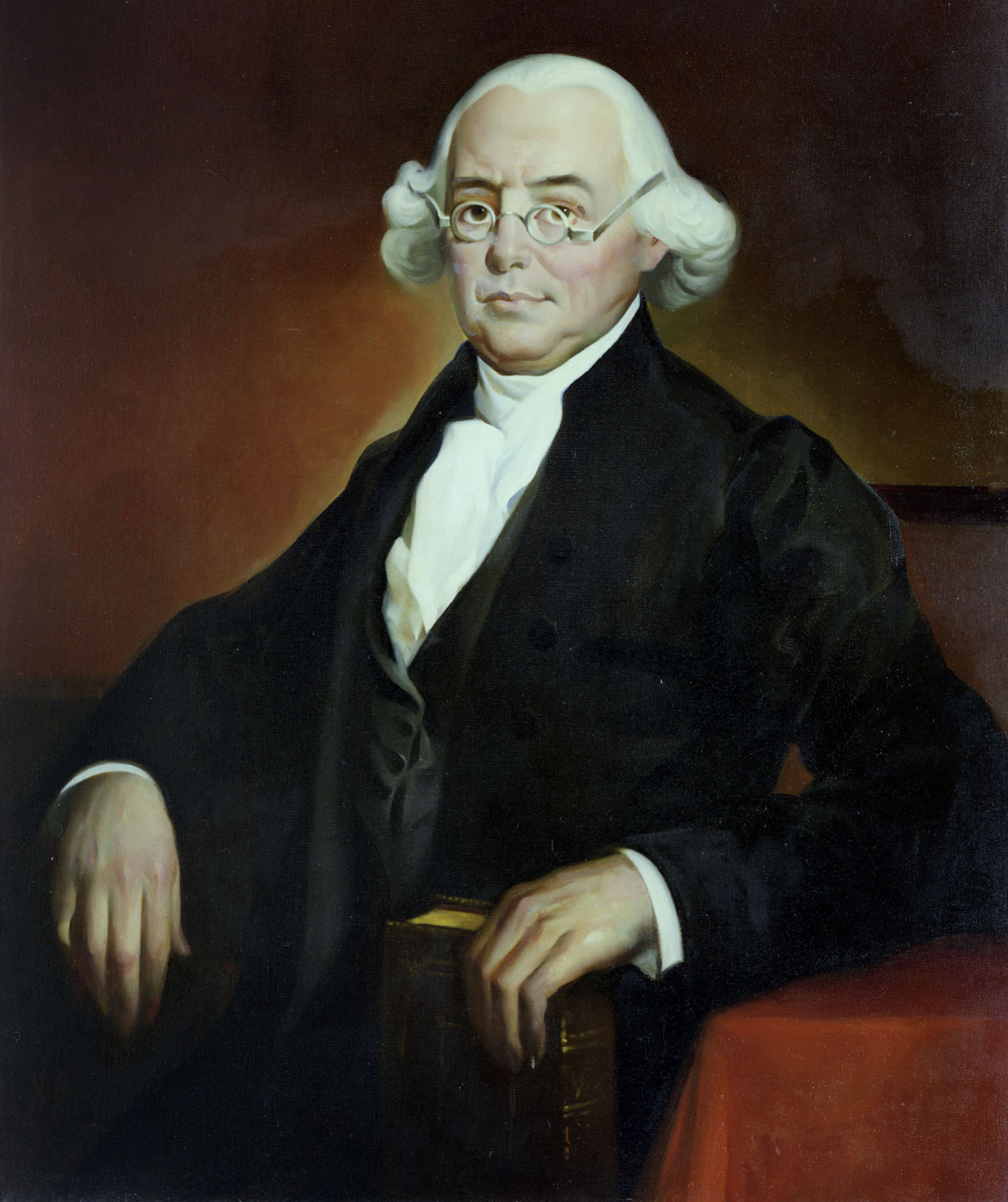
James Wilson
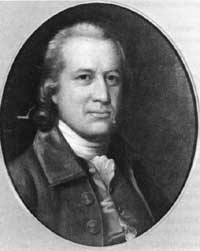
Oliver Wolcott
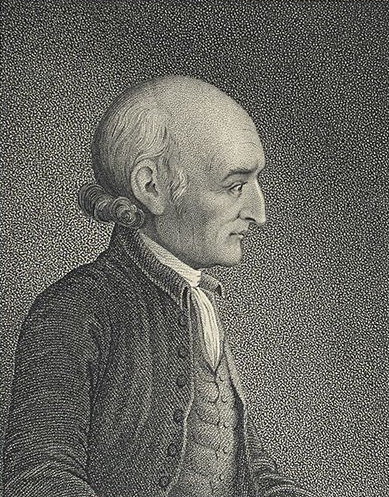
George Wythe
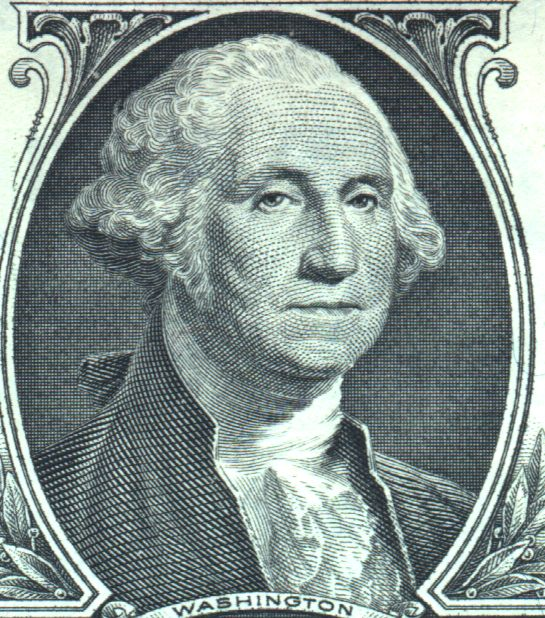
George Washington

### Les36 signatairesde la Constitution

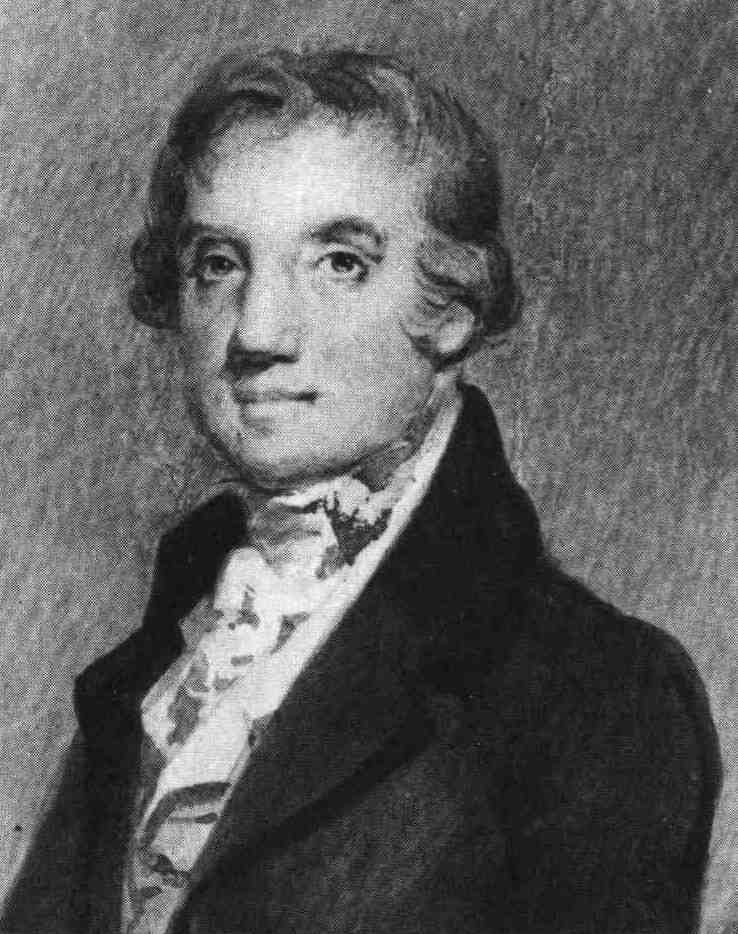
Abraham Baldwin
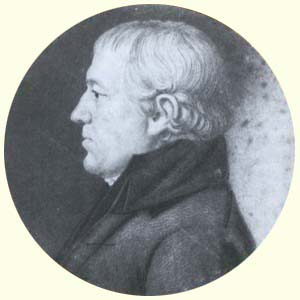
Richard Bassett
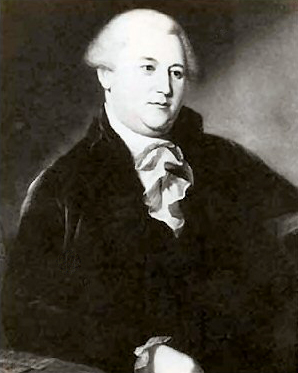
Gunning Bedford, Jr.
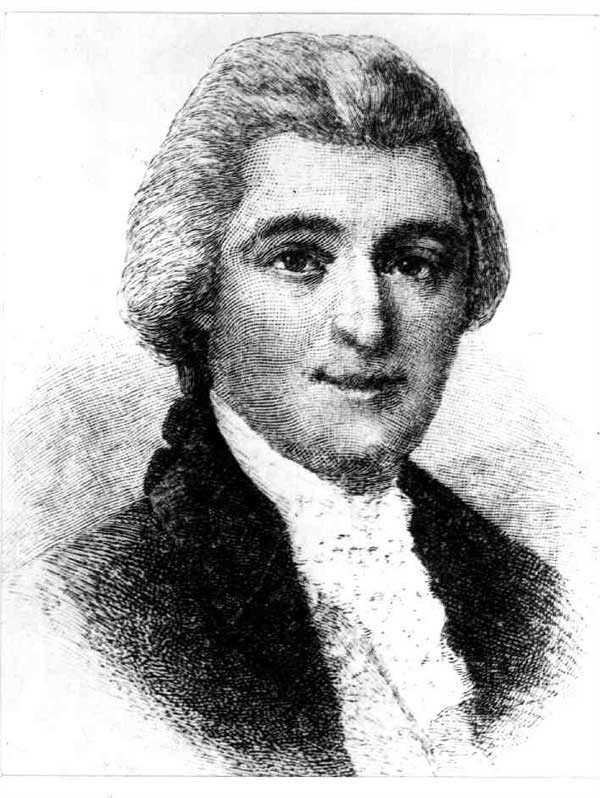
William Blount
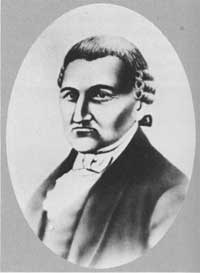
David Brearly
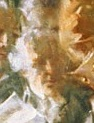
Jacob Broom
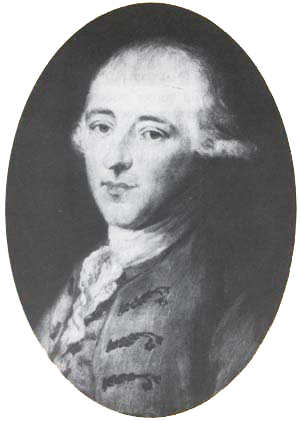
Pierce Butler
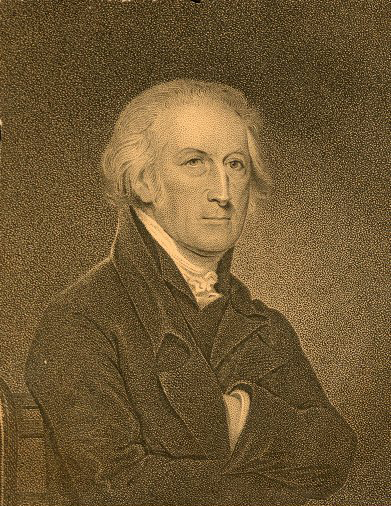
George Clymer
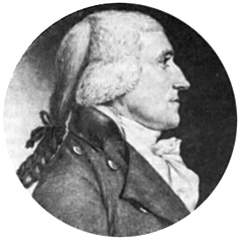
Jonathan Dayton
John Dickinson
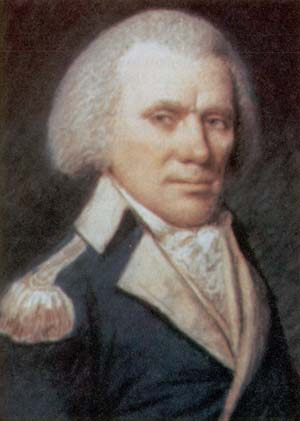
William Few
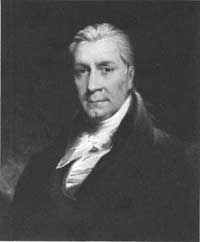
Thomas Fitzsimons
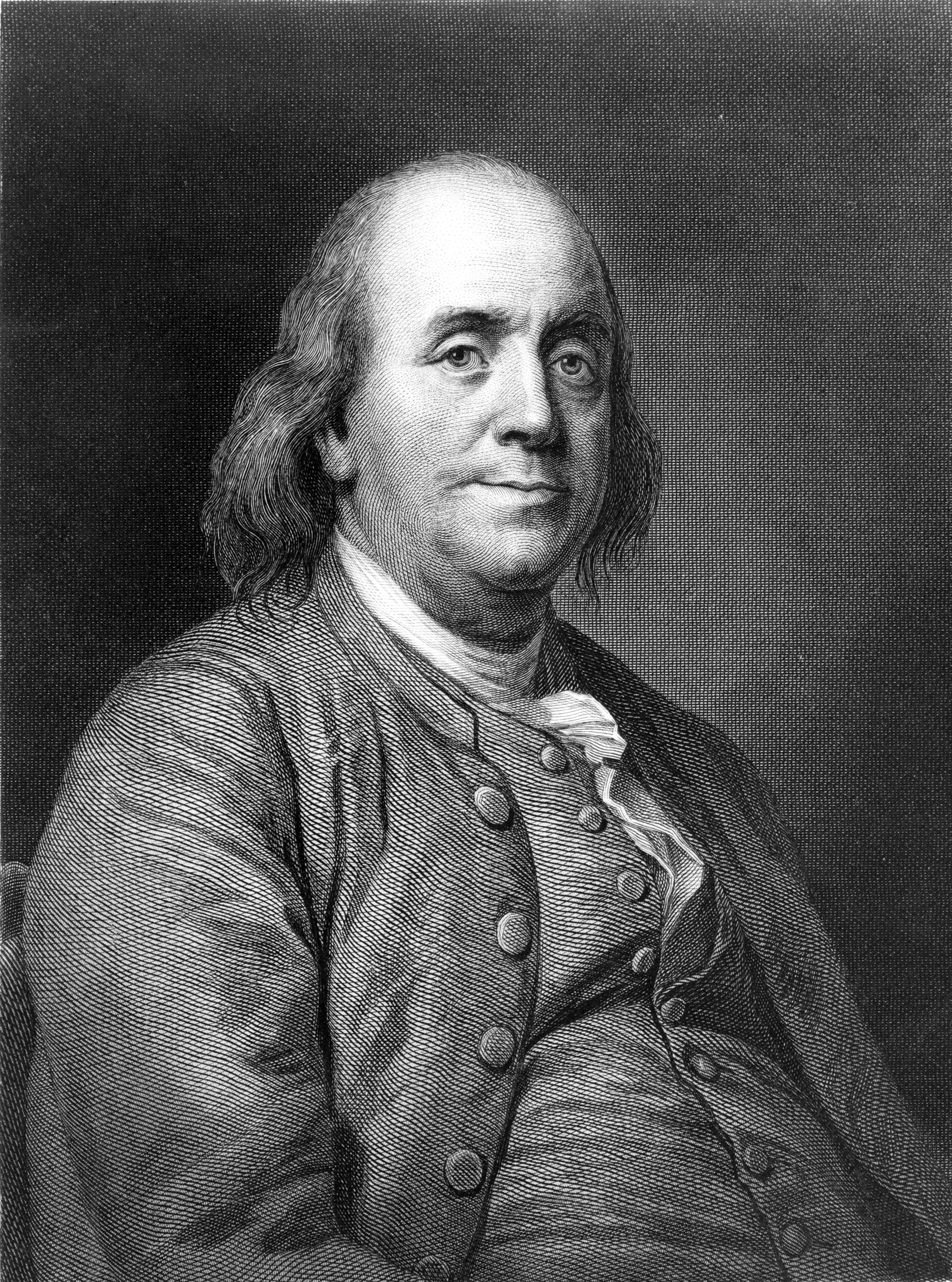
Benjamin Franklin
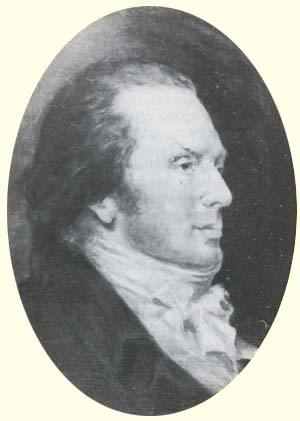
Nicholas Gilman
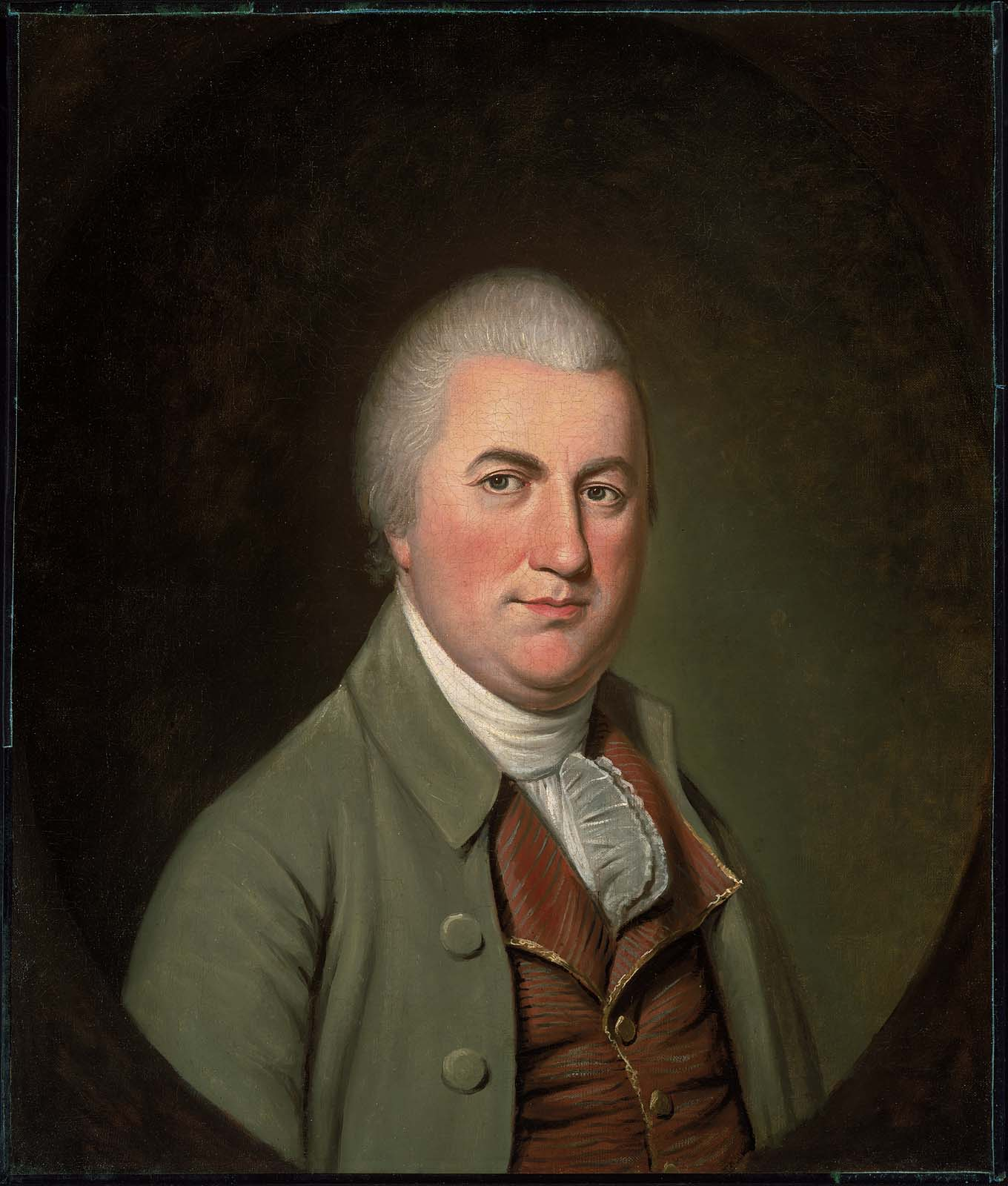
Nathaniel Gorham
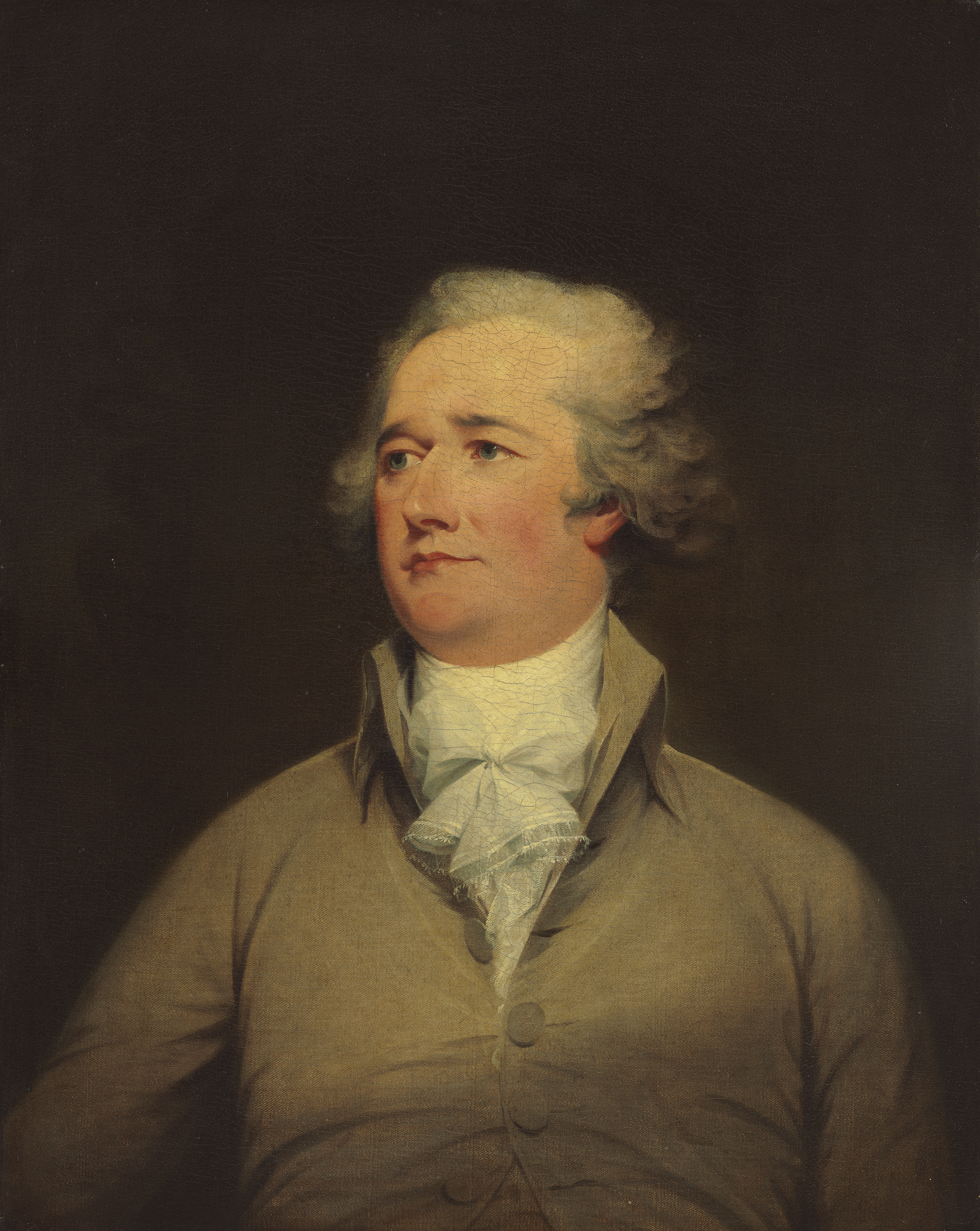
Alexander Hamilton
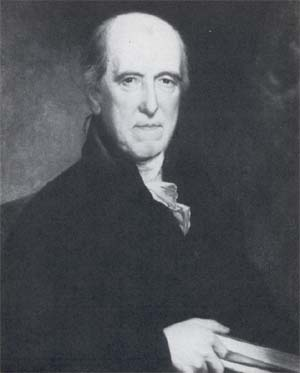
Jared Ingersoll
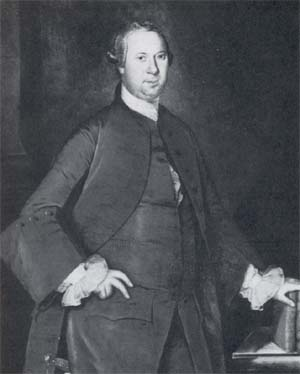
Daniel of St. Thomas Jenifer
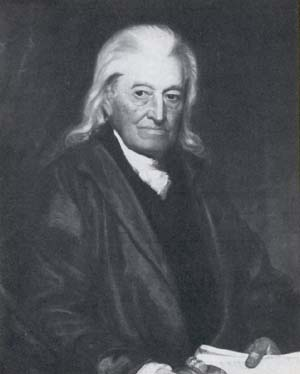
William Samuel Johnson
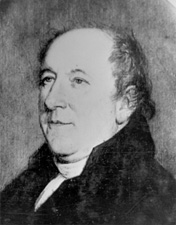
Rufus King
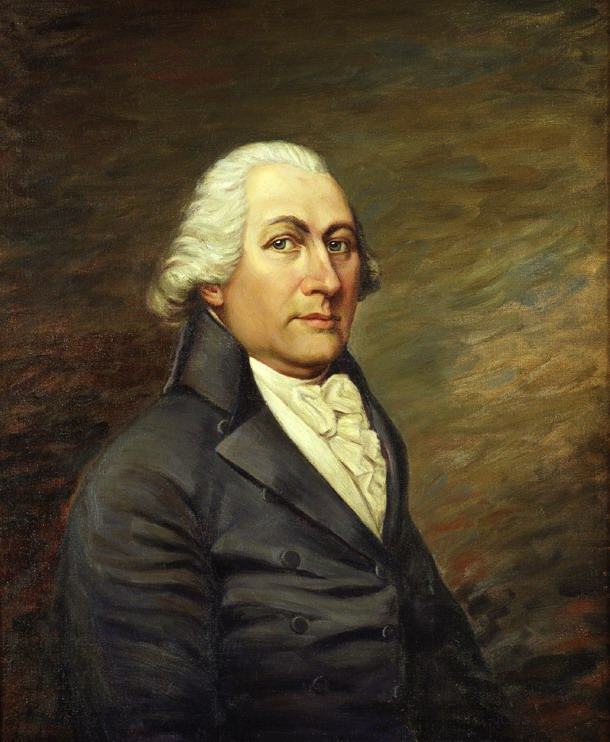
John Langdon
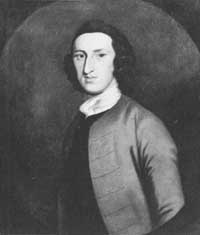
William Livingston
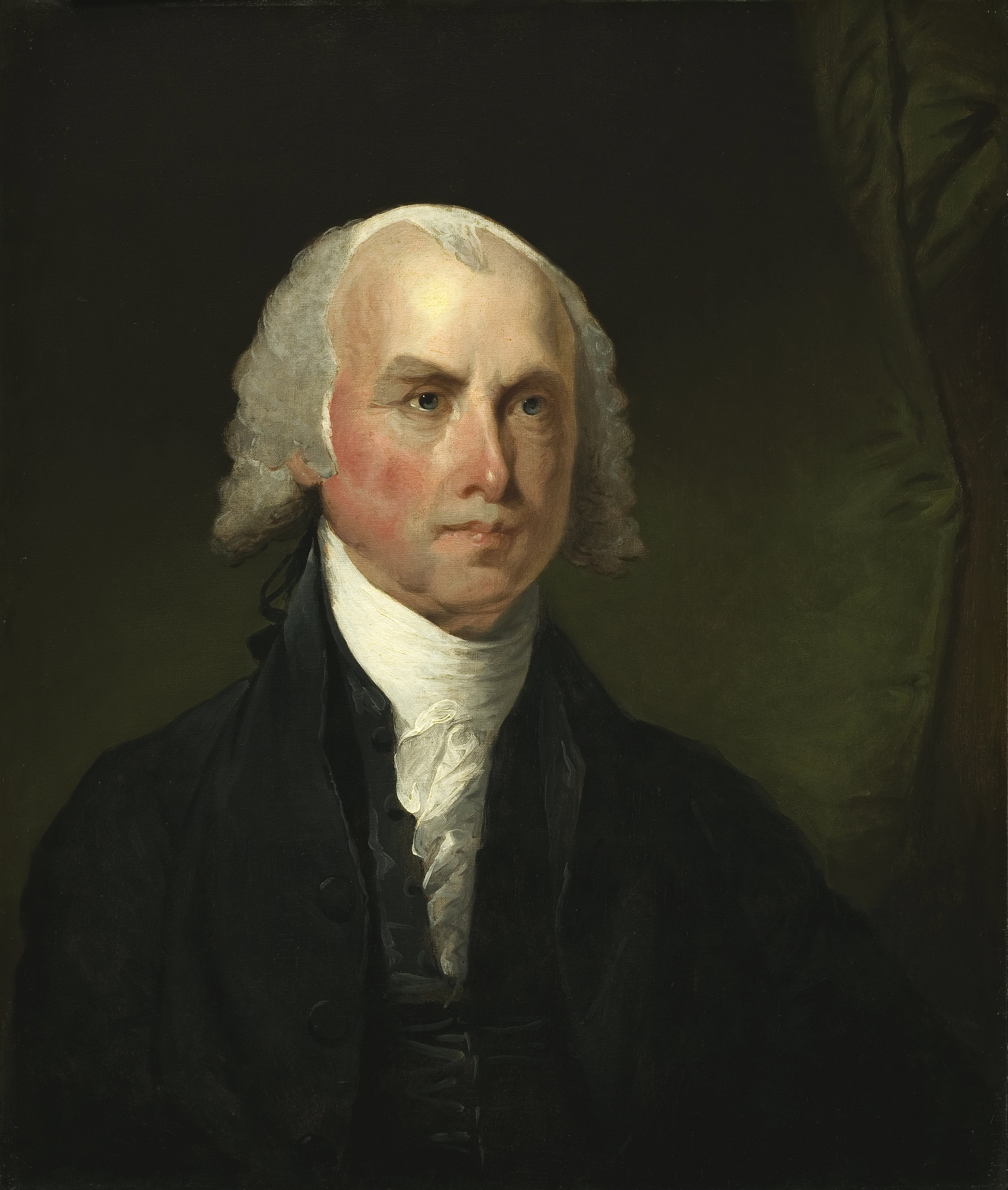
James Madison
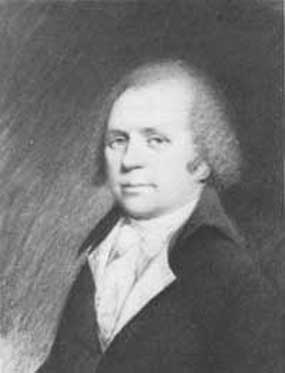
James McHenry
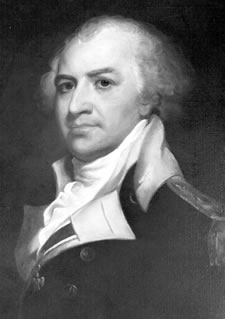
Thomas Mifflin
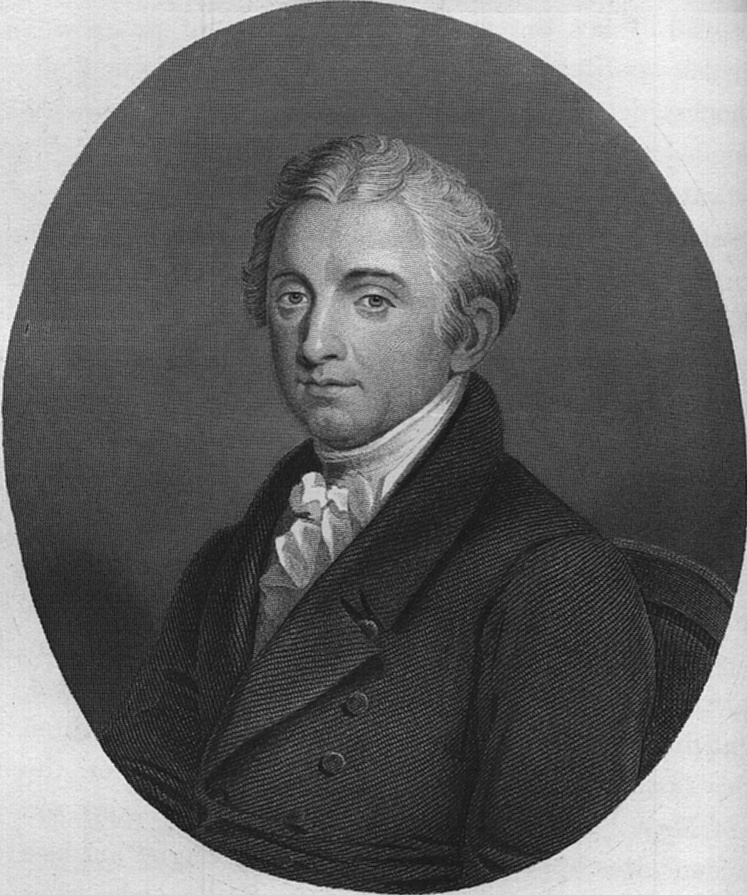
Gouverneur Morris
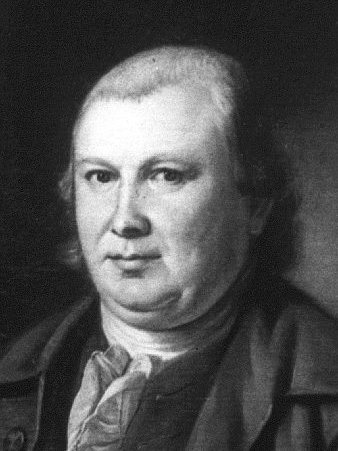
Robert Morris
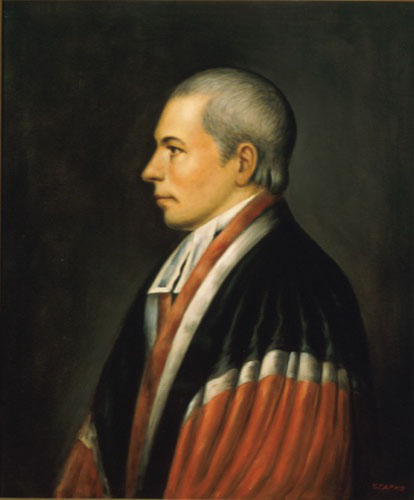
William Paterson
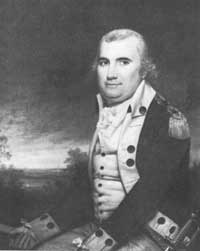
Charles Cotesworth Pinckney
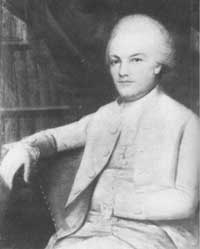
Charles Pinckney
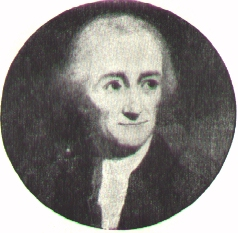
George Read
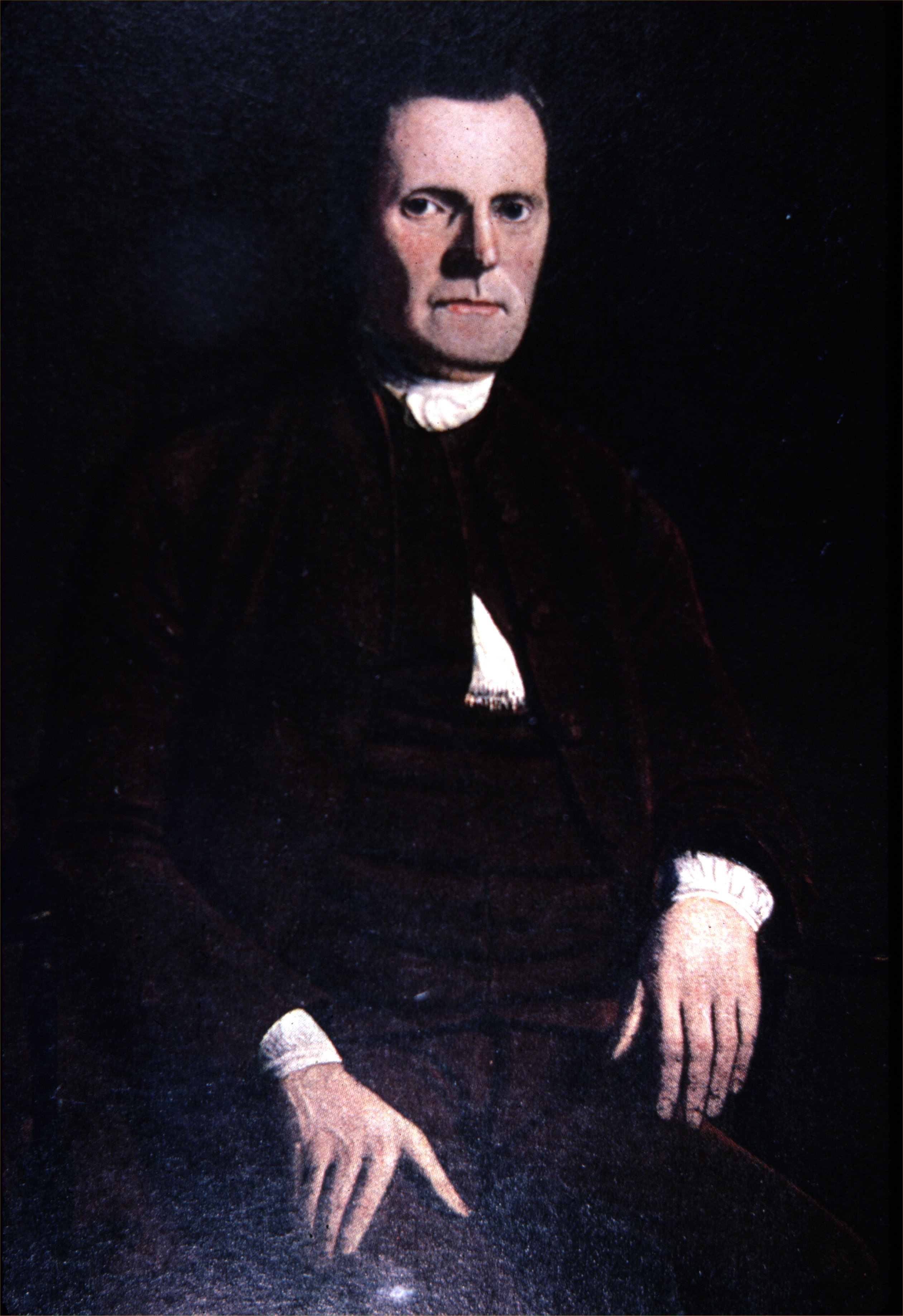
Roger Sherman
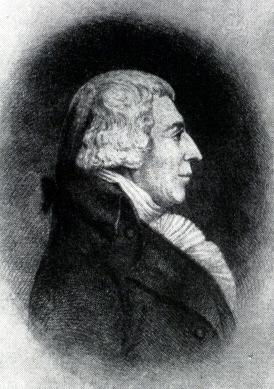
Richard Dobbs Spaight
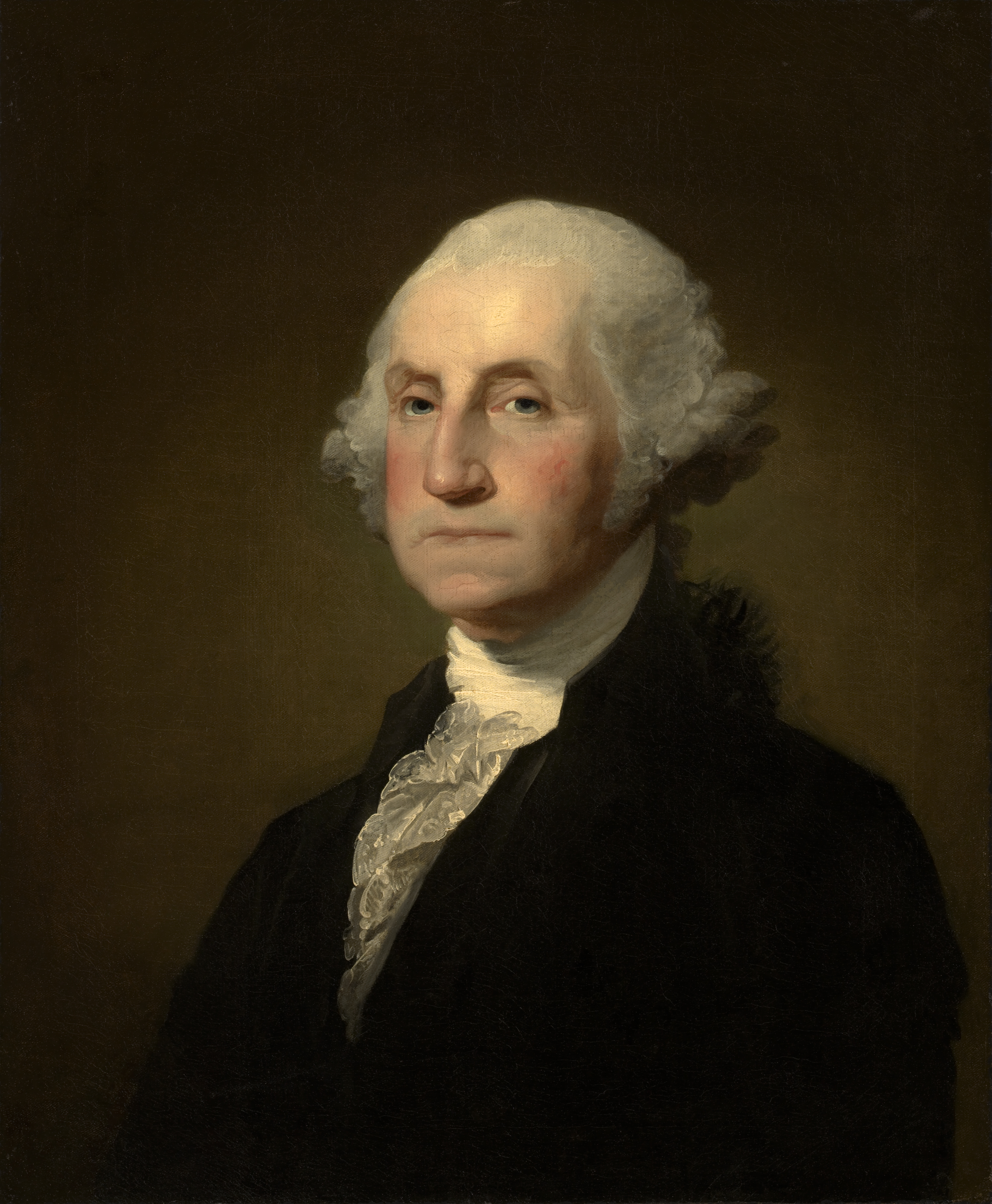
George Washington
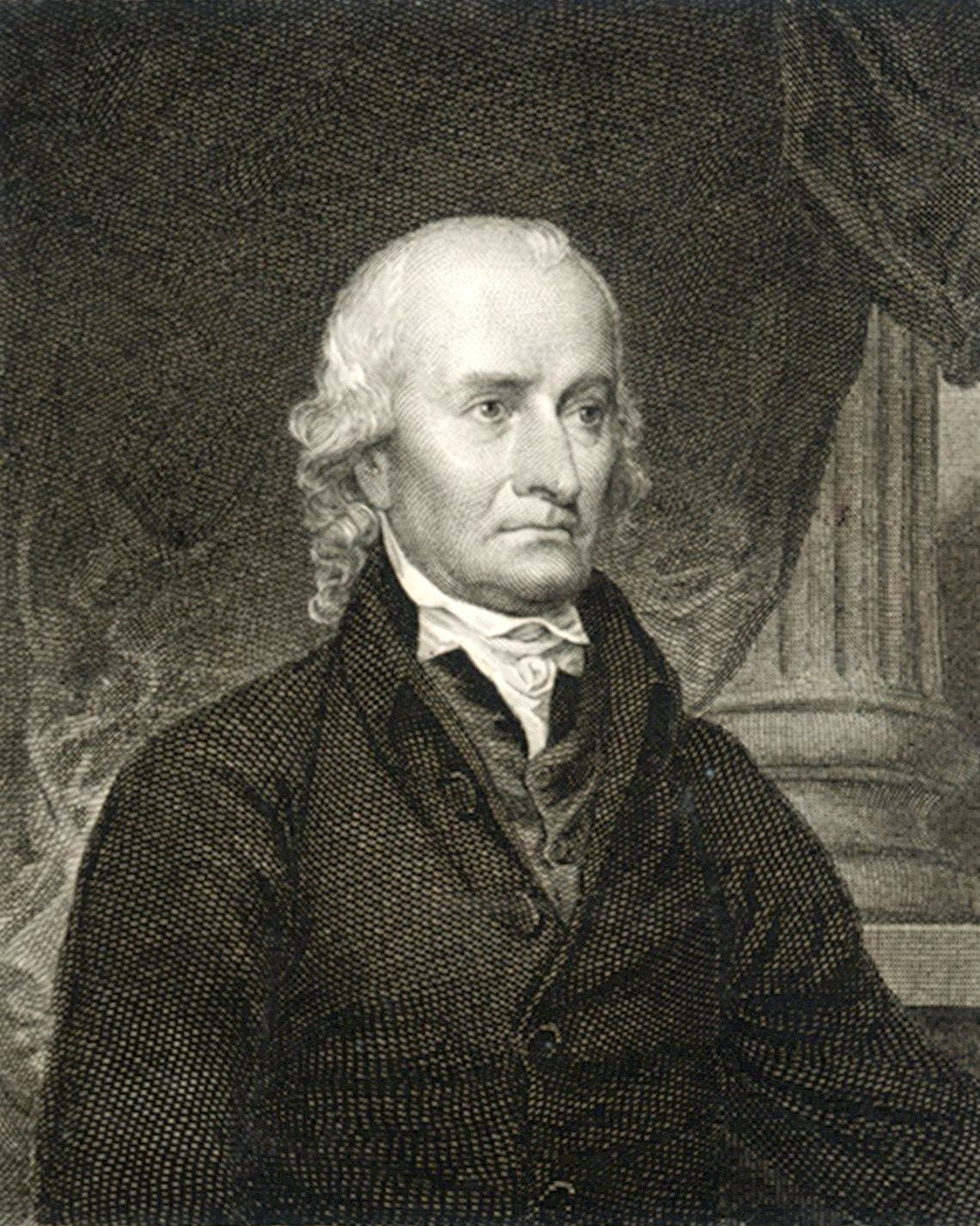
Hugh Williamson
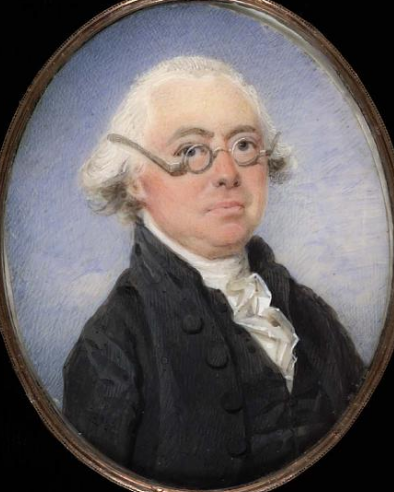
James Wilson

### Les 15 délégués présents à la Convention qui n'ont pas signé la Constitution

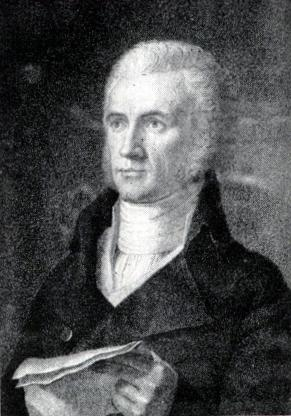
William Richardson Davie
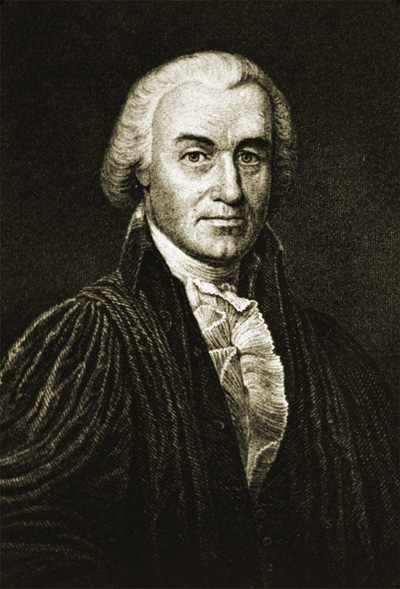
Oliver Ellsworth
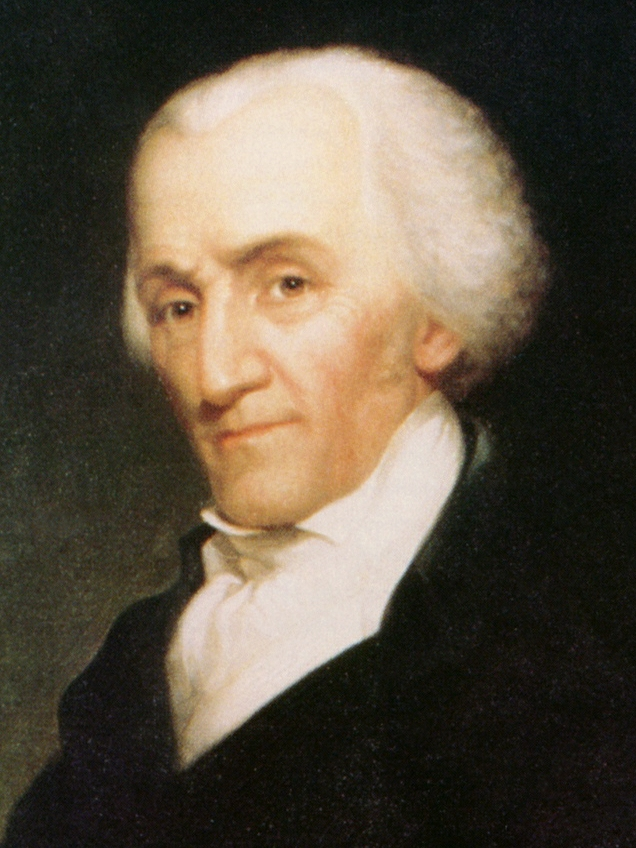
Elbridge Gerry
William Houston
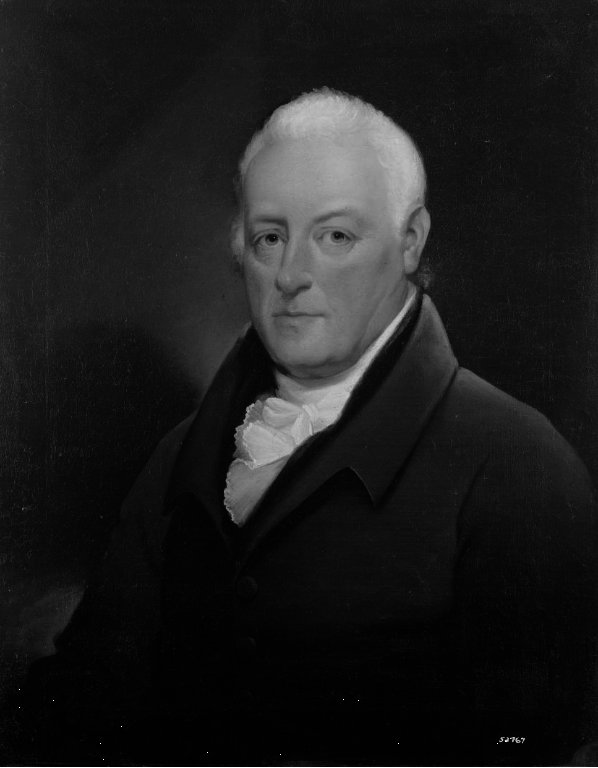
John Lansing, Jr.
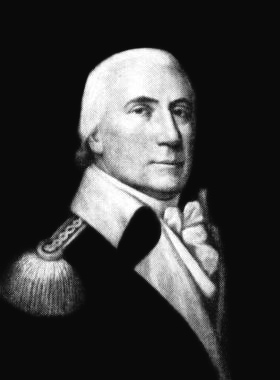
Alexander Martin
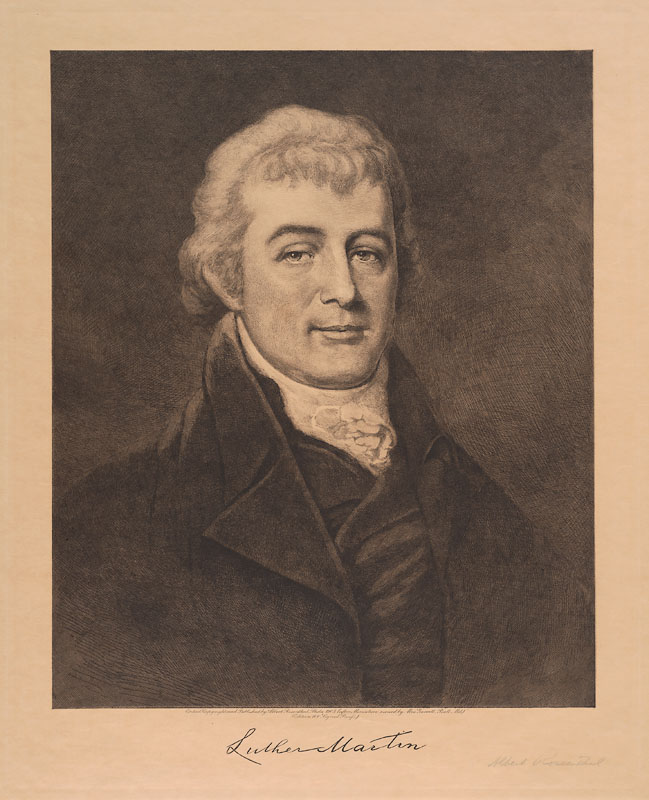
Luther Martin
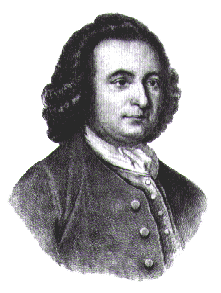
George Mason
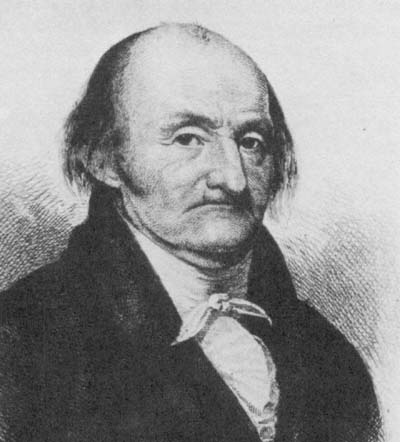
James McClurg
John Francis Mercer
William Leigh Pierce
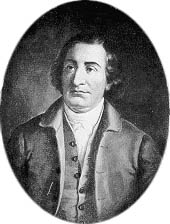
Edmund Randolph
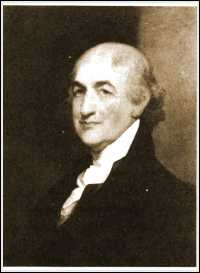
Caleb Strong
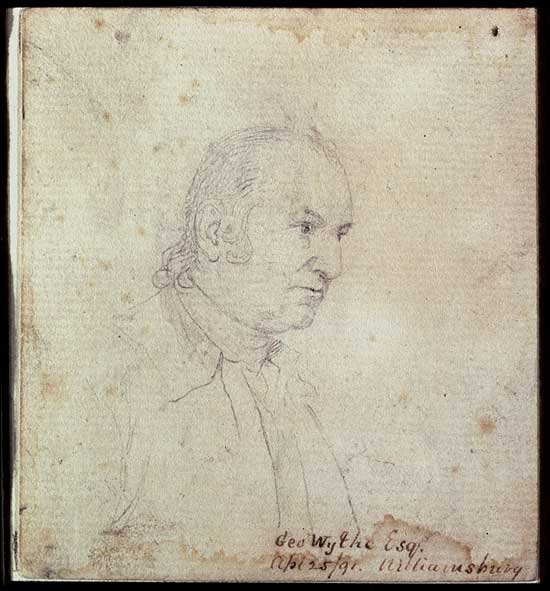
George Wythe
Robert Yates

### Autres

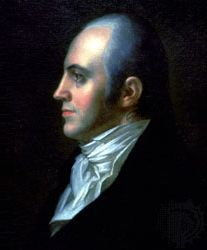
Aaron Burr
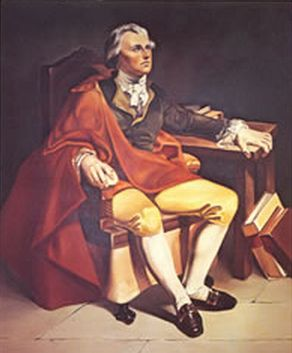
Richard Bland
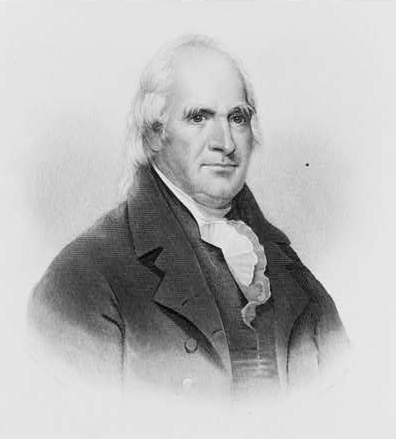
George Clinton
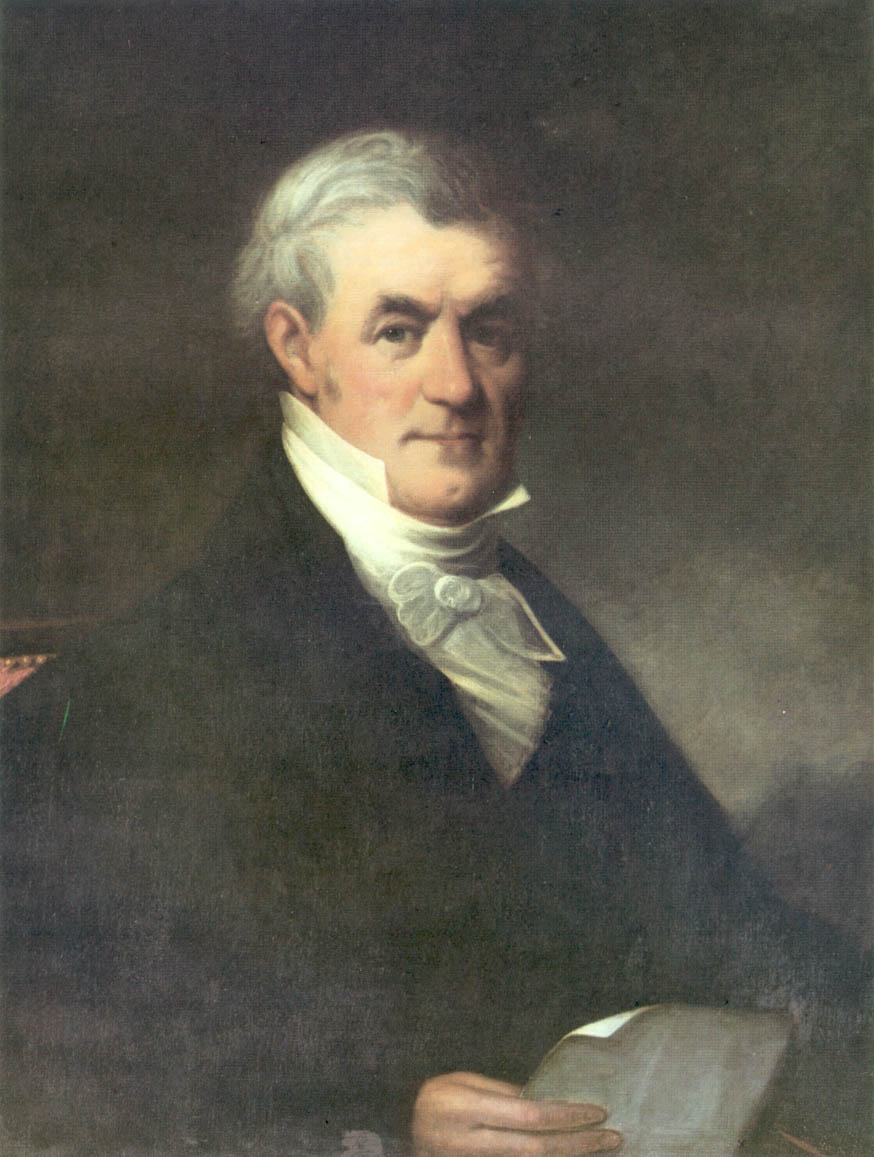
William Eustis
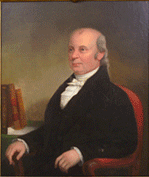
Levi Lincoln, Sr.
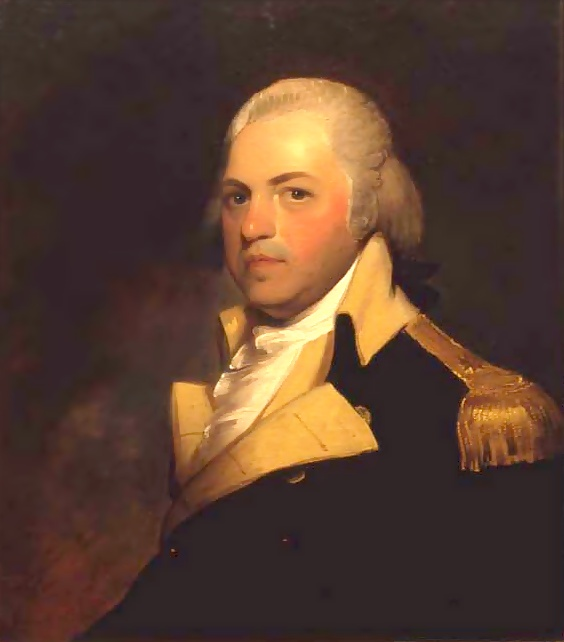
Henry Lee III
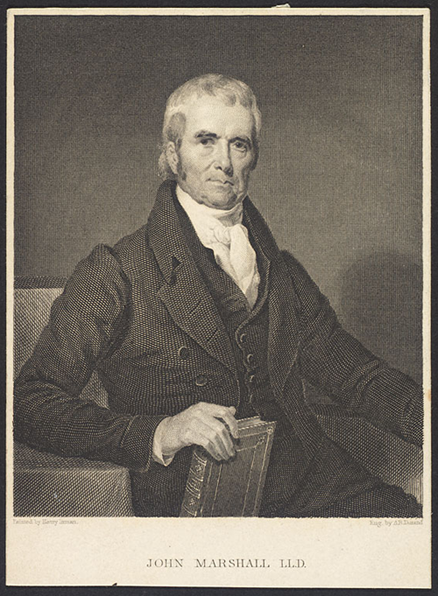
John Marshall
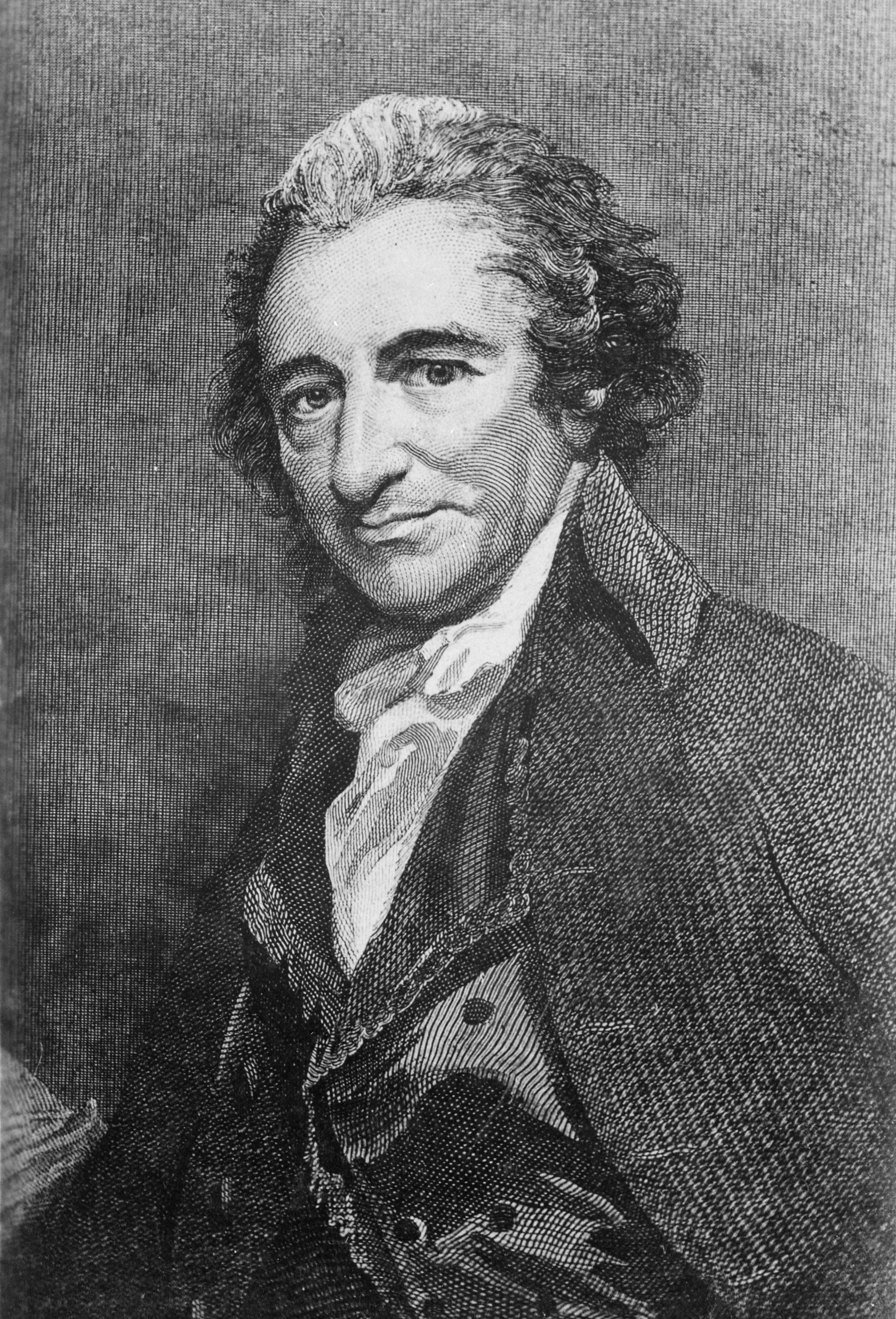
Thomas Paine
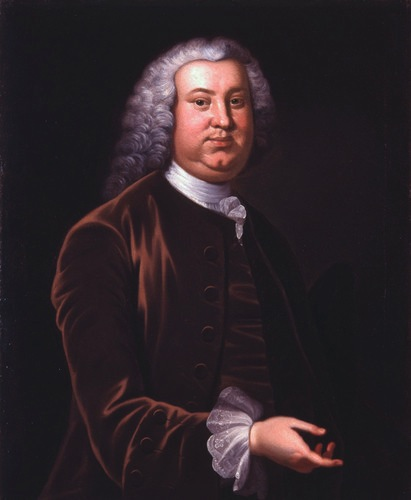
Peyton Randolph

#### Essais
- (en-US) Wesley Frank Craven, The Legend of the Founding Fathers, Ithaca (état de New York), décembre 1965, rééd 25 avril 1983, 236 p. (ISBN 9780313238406, lire en ligne),
- (en-US) Richard B. Morris, Seven Who Shaped Our Destiny: The Founding Fathers As Revolutionaries, Harper & Row, 1973, 372 p. (ISBN 9780060130787, lire en ligne),
- (en-US) Vincent Wilson Jr., The Book of the Founding Fathers, American History Research Associates, 1974, 84 p. (ISBN 9780910086011, lire en ligne),
- (en-US) Bennett Wayne, The Founding Fathers, Garrard Pub. Co., 1975, 174 p. (ISBN 9780811649124, lire en ligne),
- (en-US) Linda Grant De Pauw, Founding Mothers: Women in America in the Revolutionary Era, Boston, 1er janvier 1975, 244 p. (ISBN 9780606075350, lire en ligne),
- (en-US) Martin E. Marty, Religion, awakening and revolution : Faith of our fathers, Consortium, 1er janvier 1977, 196 p. (ISBN 9780843406238, lire en ligne),
- (en-US) Tim LaHaye, Faith of Our Founding Fathers, Wolgemuth & Hyatt, Publishers, Inc., 31 décembre 1987, 292 p. (ISBN 9780943497525, lire en ligne),
- (en-US) Edward C. Quinn, Signers of the Declaration of Independence, Bronx County Historical Society, 1er avril 1988, 152 p. (ISBN 9780941980203, lire en ligne),
- (en-US) George H. Nash, Books and the Founding Fathers, Butler Books, 1 janvier 1989, rééd. 2007, 68 p. (ISBN 9781884532917, lire en ligne),
- (en-US) M.E. Bradford, Founding Fathers: Brief Lives of the Framers of the United States Constitution, University Press of Kansas, 31 mars 1994, 252 p. (ISBN 9780700606566, lire en ligne),
- (en-US) Harry Clinton Green, Wives of the Signers : the women behind the Declaration of Independence, WallBuilder Press, 10 mai 1997, rééd. 2003, 312 p. (ISBN 9780925279606, lire en ligne),
- (en-US) Diane Silcox-Jarrett, Heroines Of The American Revolution: America's Founding Mothers, Scholastic Inc., 2000, 100 p. (ISBN 9780439259477, lire en ligne),
- (en-US) William Safire, Scandalmonger, New York, 2 février 2000, rééd. 7 juin 2001, 504 p. (ISBN 9780684867199, lire en ligne),
- (en-US) David L. Holmes, The Religion of the Founding Fathers, Ash Lawn-Highland, University of Michigan, 30 janvier 2003, 168 p. (ISBN 9780976097907, lire en ligne),
- (en-US) Cokie Roberts, Founding Mothers: The Women Who Raised Our Nation, Harper Perennial, 13 avril 2004, rééd. 15 février 2005, 388 p. (ISBN 9780060090265, lire en ligne),
- (en-US) R.B. Bernstein, The Founding Fathers Reconsidered, Oxford University Press, USA, 3 avril 2009, 272 p. (ISBN 9780195338324, lire en ligne),
- (en-US) Thomas Fleming, The Intimate Lives of the Founding Fathers, Smithsonian / Harper, 2009, rééd. 2010, 484 p. (ISBN 9780061139123, lire en ligne),
- (en-US) Carol Kelly-Gangi, The Essential Wisdom of the Founding Fathers, Fall River Press, 25 mai 2009, 136 p. (ISBN 9781435111493, lire en ligne),
- (en-US) sous la direction de Michael I. Levy, The Founding Fathers, Fall River Press, 2010, 312 p. (ISBN 9781435123892, lire en ligne),
- (en-US) Melissa Carosella, Founding Mothers: Women Who Shaped America, Teacher Created Materials, 1er septembre 2011, 36 p. (ISBN 9781433315053, lire en ligne),

#### Articles
- (en-US) Clarence Manion, « The Founding Fathers and the Natural Law: A Study of the Source of Our Legal Institutions », American Bar Association Journal, Vol. 35, No. 6,‎ juin 1949, p. 529-530 (6 pages) (lire en ligne),
- (en-US) Adrienne Koch, « Power and Morals and the Founding Fathers », The Review of Politics, Vol. 15, No. 4,‎ octobre 1953, p. 470-490 (21 pages) (lire en ligne),
- (en-US) Saul k. Padover, « The World of the Founding Fathers », Social Research, Vol. 25, No. 2,‎ été 1958, p. 191-214 (24 pages) (lire en ligne)j
- (en-US) Richard D. Brown, « The Founding Fathers of 1776 and 1787: A Collective View », The William and Mary Quarterly, Vol. 33, No. 3,‎ juillet 1976, p. 465-480 (16 pages) (lire en ligne),
- (en-US) Alan Singer, « Why Did the Founding Fathers Write the Constitution of the United States? », OAH Magazine of History, Vol. 2, No. 4,‎ 1987, p. 25-32 (8 pages) (lire en ligne),
- (en-US) Steven C. Bullock, « The Revolutionary Transformation of American Freemasonry, 1752-1792 », The William and Mary Quarterly, Vol. 47, No. 3,‎ juillet 1990, p. 347-369 (23 pages) (lire en ligne),
- (en-US) Neil L. York, « Freemasons and the American Revolution », The Historian, Vol. 55, No. 2,‎ hiver 1993, p. 315-330 (16 pages) (lire en ligne ),